# إعادة تسليح راينلاند

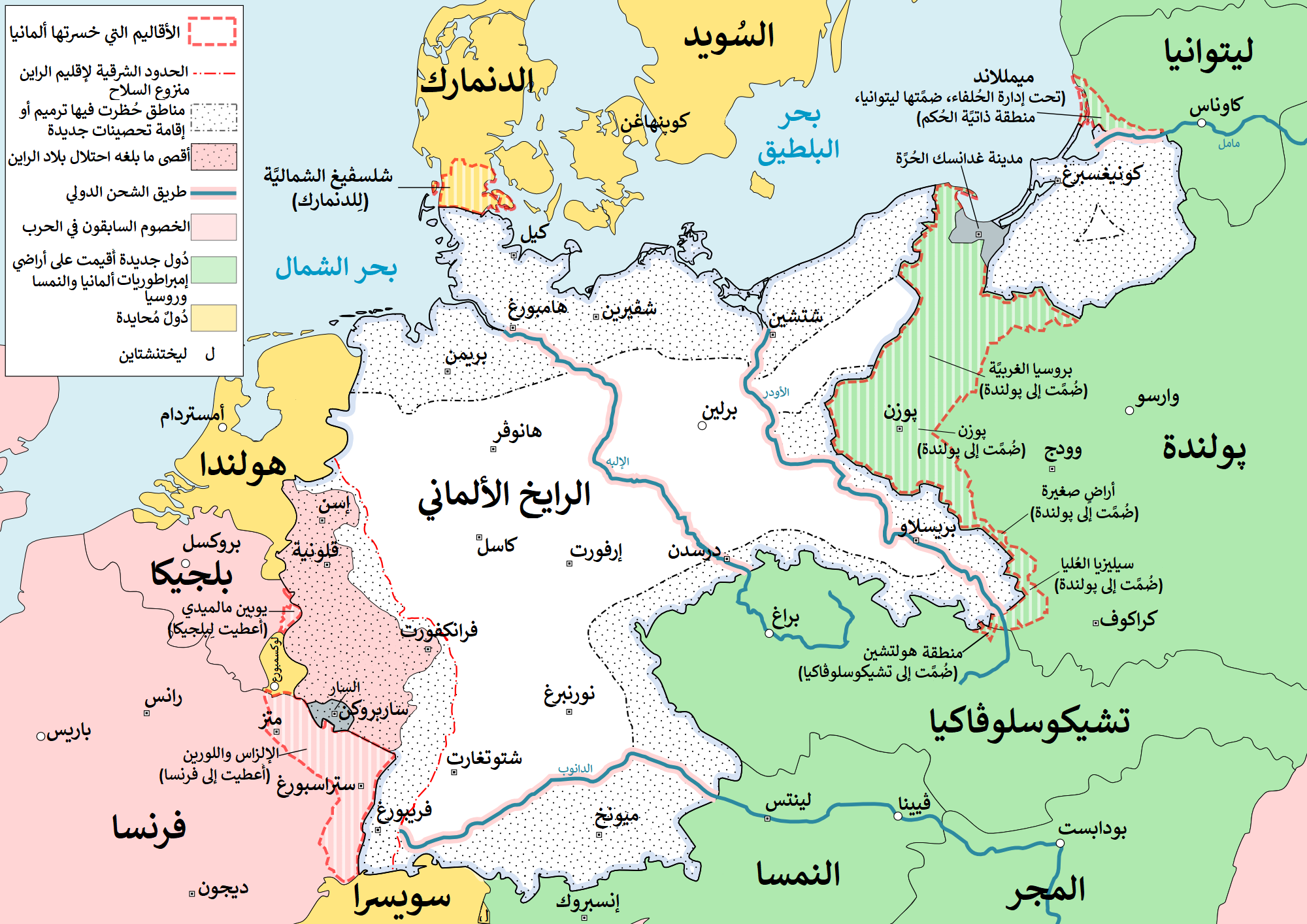
الوضع القائم طبقًا لمعاهدة فرساي مع نهاية الحرب العالمية الأولى وحتى خرقه بإعادة تسليح الراينلاند.

بدأت إعادة تسليح الراينلاند في السابع من مارس 1936 عندما زحفت القوات الألمانية على الراينلاند في انتهاك صريح لمعاهدتي فرساي ولوكارنو. لم تكن فرنسا أو بريطانيا على استعداد لرد عسكري فآثرتا عدم الرد. يرى المحللون بعد 1939 أن ردًا عسكريًا قويًا في 1936 كان كفيلًا بالقضاء على أحلام هتلر التوسعية، بيد أن المؤرخين حديثًا متفقون على أن الرأي العام في فرنسا وبريطانيا كان مناهضًا للتدخل العسكري، كما لم تكن أي منهما مستعدةً لتدخلٍ كهذا.
وقعت الراينلاند تحت احتلال الحلفاء وفقًا لاتفاق الهدنة الذي أوقف الحرب العالمية الأولى، كما مُنع الجيش الألماني من الدخول إلى الأراضي غرب نهر الراين ولمسافة خمسين كيلومترًا شرقه طبقًا لمعاهدة فرساي، ثم أكدت معاهدة لوكارنو نزع السلاح في الراينلاند عام 1925. اشترك وزير الخارجية الألماني جوستاف اشتريسمان في 1929 في مفاوضاتٍ لانسحاب قوات الحلفاء من الراينلاند، ورحل آخر جندي منها في يونيو 1930.
شرعت ألمانيا في العمل لإعادة تسليح الراينلاند بعد وصول النظام النازي إلى السلطة في 1933. أصدر المستشار الألماني أدولف هتلر أوامره إلى الفيرماخت (الجيش الألماني) في السابع من مارس 1936 بزحف عشرين ألفًا من القوات الألمانية إلى داخل الراينلاند مستغلًّا معاهدة الدفاع المشترك الفرنسي السوفييتي مبررًا، وهو ما سبب احتفالاتٍ وابتهاجًا في أنحاء ألمانيا. قررت الحكومتان الفرنسية والبريطانية عدم إنفاذ شروط المعاهدتين لعدم رغبتهما في خوض حرب جديدة. أدت إعادة تسليح الراينلاند وإعادة تسلح ألمانيا إلى قلب موازين القوى في أوروبا من فرنسا وحلفائها إلى ألمانيا عبر السماح لألمانيا باتباع سياسةٍ عدوانيةٍ في غرب أوروبا، والتي كان يكبحها نزع السلاح في الراينلاند.
أدى عدم تدخل فرنسا وبريطانيا إلى اقتناع هتلر بأنهما لن تقفا في وجه السياسة الخارجية النازية، ما دفعه إلى الإسراع بالاستعدادات الألمانية للحرب وللهيمنة على أوروبا. أعلن هتلر في 14 مارس 1936 في خطابٍ له في ميونخ: «لن تمنعني التهديدات ولا التحذيرات من المضي قدمًا. إنني أتبع الطريق الذي رسمه لي الرب بثقة غريزية كمن يمشي في نومه».

## خلفية

### فرساي ولوكارنو
كانت ألمانيا طبقًا للمواد 42 و43 و44 لمعاهدة فرساي، التي فرضها الحلفاء على ألمانيا بعد نهاية الحرب العالمية الأولى، «ممنوعةً من بناء أو صيانة أي تحصيناتٍ سواءً على الضفة الغربية لنهر الراين، أو على الضفة الشرقية ولمسافة خمسين كيلومترًا شرقه»، وإذا حدث أي انتهاك «بأي صورة كانت» لهذه المواد، فإن ذلك يعتبر «عملًا عدائيًا يخرب السلام العالمي». كذلك نصت معاهدة لوكارنو التي وقعتها كل من ألمانيا وفرنسا وإيطاليا وبريطانيا في أكتوبر 1925 على استمرار حالة نزع السلاح في الراينلاند إلى الأبد. تمثلت أهمية لوكارنو في اعتبارها قبولًا ألمانيًا لحالة نزع السلاح في الراينلاند، على العكس من حالة الإجبار في معاهدة فرساي. نصت لوكارنو كذلك على ضمان بريطانيا وإيطاليا للحدود الألمانية الفرنسية، واستمرار حالة نزع السلاح في الراينلاند ضد أي «انتهاك صارخ». نصت لوكارنو أيضًا على دخول بريطانيا وإيطاليا الحرب في جانب فرنسا في حال اعتداء ألمانيا عليها. وصف المؤرخ الأميركي جيرهارد واينبرج نزع السلاح في الراينلاند بأنه «الضمان الأهم للسلام في أوروبا» لمنعه ألمانيا من مهاجمة جيرانها ناحية الغرب، ولأن المنطقة منزوعة السلاح تجعل ألمانيا دون دفاعاتٍ على الحدود الغربية، وبالتالي تمنعها من مهاجمة جيرانها ناحية الشرق إذ سيجعلها ذلك عرضةً لهجوم فرنسي إن هاجمت ألمانيا أي دولةٍ يضمنها نظام التحالفات الفرنسي المعروف باسم الحزام الصحي.
نصت معاهدة فرساي أيضًا على انسحاب قوات الحلفاء من الراينلاند بحلول 1935، بيد أن وزير الخارجية الألماني جوستاف اشتريسمان أعلن في 1929 أن ألمانيا لن تصدق على خطة يونغ 1928 لإعادة جدولة سداد التعويضات، وستتوقف عن الدفع ما لم ينسحب الحلفاء من الراينلاند في 1930. قدمت المفوضية البريطانية في مؤتمر هيغ الخاص بتعويضات الحرب الألمانية اقتراحًا بتخفيض قيمة التعويضات الألمانية، وانسحاب القوات البريطانية والفرنسية من الراينلاند. وعليه غادر آخر الجنود البريطانيين في نهاية 1929 وآخر الجنود الفرنسيين في يونيو 1930.
اعتبر الفرنسيون استمرار احتلالهم للراينلاند ضمانةً لفرنسا ضد أي محاولةٍ ألمانيةٍ لإعادة تسليحها عبر ضم الراينلاند، ومع مغادرة آخر جندي فرنسي للراينلاند في يونيو 1930 لم يعد لهذا الضمان أي وجود، ما فتح الباب على مصراعيه لإعادة تسليحها. كان بدء بناء الفرنسيين لخط ماجينو في 1929 بمنزلة اعتراف فرنسي ضمني أنها مسألة وقت ليس إلا قبل بدء الألمان إعادة تسليح الراينلاند بكثافة في الثلاثينات. أكدت الاستخبارات العسكرية الفرنسية (المكتب الثاني) على أن ألمانيا انتهكت فرساي منذ العشرينات بمساعدةٍ ملموسةٍ من الاتحاد السوفيتي، ومع خروج فرنسا من الراينلاند أصبح بمقدور ألمانيا انتهاك فرساي بصورة أوضح. بيد أن خط ماجينو قلل من أهمية نزع السلاح في الراينلاند من وجهة نظر الأمن الفرنسي.

### السياسة الخارجية
تمثلت السياسة الخارجية لإيطاليا الفاشية في الحفاظ على مسافة متساوية من كل القوى العظمى، وفي ممارسة الثقل المتناسب مع القوة التي تنحاز إيطاليا إليها بما يغير موازين القوى في أوروبا. كان ثمن هذا الانحياز دعم الطموحات الإيطالية في أوروبا وأفريقيا.
تمثلت السياسة الخارجية للاتحاد السوفييتي في خطاب يوسف ستالين في 19 يناير 1925 بأنه إن اندلعت حرب عالمية أخرى بين الدول الرأسمالية «فإننا سندخل الصراع في نهايته بكل ثقلنا الذي سيحدد مسار الحرب». ومن أجل تحقيق هدف انتصار الشيوعية عالميًا، نوى الاتحاد السوفييتي دعم ألمانيا في انتهاك نظام فرساي عبر المساعدة في إعادة التسليح السرية لألمانيا، وهو ما سبب توترات كبيرة مع فرنسا.
كانت مشكلة الديون عقبة أخرى في العلاقات الروسية الفرنسية، إذ قبل 1917 كانت فرنسا أكبر المستثمرين في الإمبراطورية الروسية وأكبر المشترين للأسناد الروسية. لذا فإن قرار فلاديمير لينين في 1918 بالتنصل من كل الديون والاستحواذ على كل الممتلكات الخاصة بالروس أو الأجانب، أضر كثيرًا بالتمويل الفرنسي. أدت مسألة التنصل من الديون، ومسألة تعويض رجال الأعمال الفرنسيين المتضررين من قرار الاستحواذ إلى تعكير العلاقات الفرنسية السوفييتية حتى الثلاثينات.
تمثلت الدبلوماسية الفرنسية فيما يخص شرق أوروبا في فترة بين الحربين بما أطلق عليه الحجر الصحي، بهدف إبقاء السوفييت والألمان بعيدًا عن أوروبا الشرقية. لذلك فقد وقعت فرنسا معاهدات تحالف مع بولندا في 1921، ومع تشيكوسلوفاكيا في 1924، ومع رومانيا في 1926، ومع يوغوسلافيا في 1927. هدف أسلوب الحجر الصحي إلى استبدال جماعي لروسيا الإمبراطورية كحليف فرنسا الرئيس في الشرق، وليكون منطقة التأثير السياسي والعسكري والاقتصادي والثقافي لفرنسا. اعتبرت هذه الدول في الشرق أن أي هجوم ألماني عليها سيؤدي إلى هجوم فرنسي على غرب ألمانيا.
قبل 1933 بفترة طويلة اعتبر القادة العسكريون الألمان أن وضع الراينلاند منزوعة السلاح هو وضع مؤقت، وخططوا لإعادة تسليحها في أقرب فرصة دبلوماسية ممكنة. اجتمع القادة العسكريون الألمان في ديسمبر 1918 وقرروا أن الهدف الرئيس هو إعادة بناء القوة العسكرية لألمانيا لشن حرب جديدة لاستعادة «الوضع على الساحة العالمية»، والذي خسرته ألمانيا في الحرب السابقة. خطط الجيش الألماني طوال العشرينات والثلاثينات لشن حرب لتدمير فرنسا وحليفتها بولندا بعد إعادة تسليح الراينلاند. أخذت الحكومة الألمانية خطوات فعلية استعدادًا لإعادة التسليح، كالمحافظة على الثكنات السابقة في حالة جيدة، وإخفاء المواد العسكرية في أماكنَ سرية، وبناء أبراج مراقبة وجمارك على طول الحدود والتي يمكن تحويلها بسهولة إلى دشم مدافع رشاشة.
اعتمدت موازنة الدفاع البريطانية من 1919 إلى 1932 على قاعدة عشر السنوات أي عدم توقع أية حروب لعقد قادم، وهو ما قلل القدرات العسكرية كثيرًا. على الرغم من أن بريطانيا لم ترفض رسميًا نشر قوات في أوروبا القارية، إلا أنها ترددت كثيرًا في ذلك، خاصة في مواجهة ألمانيا نظرًا لخسائرها الجسيمة في الحرب العالمية الأولى. أولت بريطانيا في فترة بين الحربين اهتمامًا جمًا بأوروبا الشرقية، إذ لاحظت أن المنطقة تُجر نحو صراع غير مرغوب فيه، إلا أن التدخلات المباشرة اقتصرت على أوروبا الغربية.
صرح وزير الخارجية البريطاني أوستن تشامبرلين في 1925 في لوكارنو أن الممر البولندي «لم يستحق عظام جندي بريطاني واحد». بناءً على ذلك اقترح تشامبرلين عودة الممر البولندي إلى ألمانيا ولم يضمن الحدود الألمانية البولندية. كذلك كانت الضمانات البريطانية في لوكارنو مشكوكًا بها بعد تقييد لندن للمحادثات العسكرية مع ألمانيا وفرنسا وإيطاليا على خلفية خرق لوكارنو.
بصورة عامة فقد فضلت السياسة الخارجية البريطانية في العشرينات والثلاثينات التسوية السياسية، وعدلت بنود فرساي لصالح ألمانيا أملًا في ضمان حالة السلام. كان الهدف البريطاني المحوري في لوكارنو هو السماح لألمانيا بتحقيق طموحاتها التوسعية في شرق أوروبا بسلام لاعتقاد لندن أن تحسين العلاقات الألمانية الفرنسية سيضعف نظام الحجر الصحي الفرنسي.
مع تخلي فرنسا عن حلفائها في شرق أوروبا بغية تحسين العلاقات مع ألمانيا أجبر البولنديون والتشيكوسلوفاكيون على الرضوخ للمطالب الألمانية والحفاظ على السلام عبر تسليم الأراضي التي طلبتها ألمانيا مثل السوديت، والتساهل في قضية الممر البولندي ومدينة دانزيغ الحرة (غدانسك الآن في بولندا). مال البريطانيون في المبالغة في قوة فرنسا، وقد كتب السير روبرت فان فانسيتارت (السكرتير الدائم في وزارة الخارجية) -والذي كان مناصرًا للفرنسيين- في 1931 أن بريطانيا تواجهها هيمنة فرنسية لا تطاق على أوروبا وأن إحياء قوة ألمانيا مطلوب لمعادلة التوازن مع القوة الفرنسية.
لم تقدر لندن ضعف فرنسا الاقتصادي والديمغرافي في وجه القوة الألمانية، فعلى سبيل المثال تمتعت ألمانيا بعدد سكان أكبر بكثير، وباقتصاد أقوى من فرنسا، كما لم تتأثر كثيرًا بالحرب العالمية الأولى عكس فرنسا التي دُمرت المنطقة الحمراء (شمال شرق فرنسا وهي الأغنى منجميًا وصناعيًا) فيها تمامًا.

## الوضع الأوروبي (1933-1936)

### الدبلوماسية

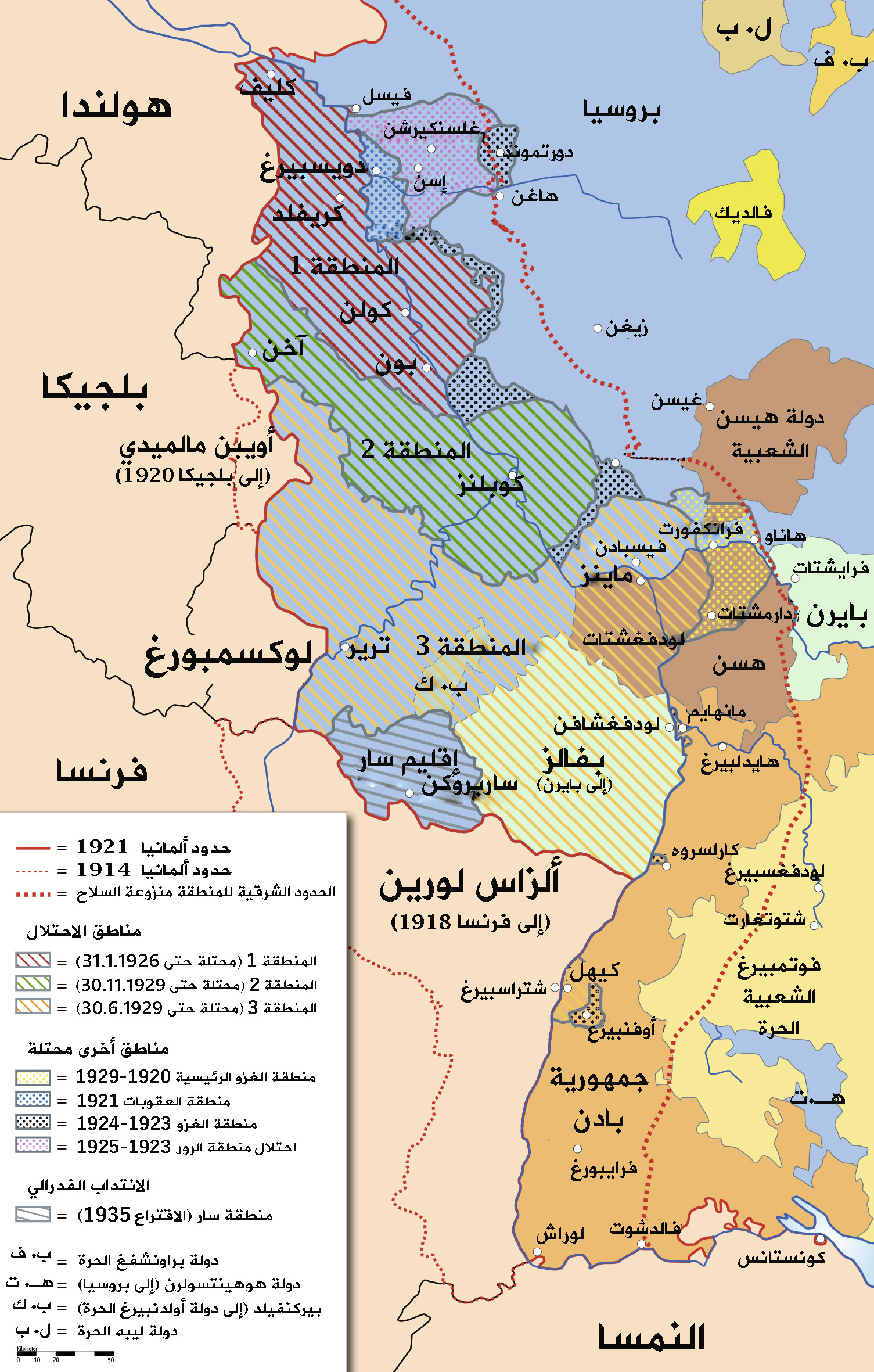
احتلال الراينلاند بعد الحرب العالمية الأولى.

وضع وزير الدفاع الألماني اللواء فيرنر فون بلومبرج في مارس 1933 خطة لإعادة التسليح، فبدأ في خريف العام نفسه بإدخال وحدات من الشرطة في راينلاند والتي تلقت تدريبات سرية ومجهزة بأسلحة عسكرية استعدادًا لإعادة التسليح. صرح اللواء لودفيغ بيك في مارس 1935 عن حاجة ألمانيا لتأمير ليبنسروام (مساحة عيش) في أوروبا الشرقية، وهو ما عجل بإعادة تسليح راينلاند بمجرد إمكانية ذلك دبلوماسيًا. اعتقد القادة العسكريون والدبلوماسيون والسياسيون الألمان أن إعادة التسليح مستحيلة قبل 1937.
قرع تغيير السلطة في ألمانيا في يناير 1933 جرس الإنذار في لندن، وإن كان هناك شكوك حول نوايا هتلر طويلة المدى، كتأكيد جديد للسياسة البريطانية تجاه ألمانيا حتى 1939. لم يتمكن البريطانيون من اتخاذ القرار ما إذا كان هتلر يرغب في تعديل معاهدة فرساي فحسب، أم يسعى إلى الهيمنة على أوروبا. تمثلت السياسة البريطانية تجاه ألمانيا في سياسة ثنائية تسعى لتهدئة عامة تُناقش فيها شكاوى الألمان المنطقية من معاهدة فرساي، ولكن سيعيد البريطانيون التسليح ليتفاوضوا مع الألمان من موضع قوة لردع هتلر من اللجوء للحرب كخيار ولضمان استعداد بريطانيا للسيناريو الأسوأ بسعي هتلر لغزو أوروبا. في فبراير 1934 أصدرت لجنة الدفاع البريطانية تقريرًا بأن ألمانيا هي العدو المحتمل الأكبر الذي يجب توجيه التسليح البريطاني نحوه. وعلى الرغم من أن إمكانية قصف الألمان للمدن البريطانية ضاعف من أهمية وجود حليف على الجانب الآخر من بحر المانش، إلا أن كثيرًا من صناع القرار في بريطانيا كانوا غير مبالين، وحتى عدائيين، نحو التوسع القاري. ومع بدء إعادة التسليح البريطانية في 1934، حظي الجيش بأقل أولوية في الميزانية بعد القوات الجوية والبحرية لاستبعاد خيار التوسع القاري. بالإضافة إلى ما سبق، فقد مال البريطانيون إلى فكرة «الاشتباك المحدود» إذا ما حدث توسع قاري، عبر إرسال قوة محدودة للقتال في أوروبا القارية وتركيز الجهود في الجو والبحر. أدى رفض بريطانيا للتدخل القاري إلى توترات في العلاقة مع الفرنسيين الذين رأوا أنه من المستحيل هزيمة الألمان دون قوة كبيرة على الأرض، وكرهوا أنهم سيقومون بجل القتال على أرضهم.
قرر وزير الخارجية الفرنسي في 1934 القضاء على أي عدوان ألماني محتمل عبر بناء شبكة تحالفات تهدف إلى تطويق ألمانيا، فاستهل ذلك بزيارات للاتحاد السوفيتي وإيطاليا. دعم الاتحاد السوفيتي الجهود الألمانية في مواجهة نظام فرساي حتى 1933، بيد أن المناهضة الألمانية الصارمة للشيوعية وسعيها نحو الليبنسراوم أدى إلى تغيير السوفييت موقفهم وسعيهم للحفاظ على نظام فرساي. أوقف الاتحاد السوفيتي في سبتمبر 1933 دعمه السري لإعادة التسليح الألماني والذي بدأ في 1921. أعلن وزير الخارجية السوفيتي ماكسيم ليتفينوف دعمه لنظام فرساي بدعوى الأمن القومي المشترك، بعد أن وصفه القادة السوفييت بأنه خطة رأسمالية لاستعباد ألمانيا.
شرع رئيس الوزراء الإيطالي بينيتو موسوليني في عشرينات القرن العشرين في دعم الحركة اليمينية هايمفير في النمسا، وبمجرد استحواذ المستشار النمساوي إنغلبرت دولفوس على السلطة دكتاتوريًا في مارس 1933، أصبحت النمسا ضمن دائرة النفوذ الإيطالية. سعت الهجمات الإرهابية، التي نفذها النازيون النمساويون والذين اتهمتهم الحكومة النمساوية بأنهم مدعومون من ألمانيا، إلى إسقاط حكومة دولفوس بغية تحقيق أنشلوس، وهو ما سبب توترات بين روما وبرلين. حذر موسوليني هتلر أكثر من مرة أن النمسا ضمن دائرة نفوذ إيطاليا وليس ألمانيا، وأنه على الألمان الكف عن محاولة الإطاحة بدولفوس، الذي هو صنيعة إيطالية. وقع انقلاب يوليو في الخامس والعشرين من يوليو 1934 في فيينا إذ قامت قوات SS النمساوية باغتيال دولفوس، وإعلان النازيين النمساويين الشروع في تحقيق أنشلوس. حاول النازيون النمساويون السيطرة على كامل النمسا، كما هاجمت كتائب SS النمساوية المتمركزة في بافاريا نقاط الدفاع على طول الحدود الألمانية النمساوية فيما بدا مقدمة لغزو ألماني. نتيجة لذلك حشد موسوليني جيشه في ممر برينر وحذر هتلر أن إيطاليا ستعلن الحرب على ألمانيا إن حاولت غزو النمسا بعد وقوع الانقلاب. أدرك هتلر المولود في النمسا، ورغم امتعاضه من تهديدات موسوليني وأن مكان ميلاده في دائرة نفوذ دولة أخرى، أنه ليس بإمكانه فعل شيء سوى التراجع والتوجيه بإيقاف الانقلاب الذي أمر به مسبقا، لينتهي الأمر بسحق الحكومة النمساوية للنازيين النمساويين.
بعد اغتيال بارثو في التاسع من أكتوبر 1934، أكمل بيير لافال محاولاته في بناء تحالفات ضد الألمان مع الاتحاد السوفيتي وإيطاليا. أخبر لافال موسوليني في قمة السابع من يناير 1935 أن إيطاليا حرة التصرف في القرن الإفريقي وأن فرنسا لن تمانع غزو إيطاليا للحبشة. في الرابع عشر من أبريل 1935، تقابل كل من رئيس الوزراء البريطاني رامزي ماكدونالد ورئيس الوزراء الفرنسي بيير لافال ورئيس الوزراء الإيطالي بينيتو موسوليني في ستريسا لتكوين جبهة ستريسا لمنع أي خرق ألماني آخر لمعاهدة فرساي، بعد أن أعلنت ألمانيا في مارس 1935 أنها لن تلتزم بالفقرتين الخامسة والسادسة من المعاهدة. انطلقت المحادثات بين فرنسا وإيطاليا في ربيع عام 1935 لتكوين تحالف عسكري ضد ألمانيا. في الثاني من مايو 1935 سافر لافال إلى موسكو حيث وقع معاهدة تحالف مع الاتحاد السوفيتي. سارعت ألمانيا بالضغط بشدة ضد التحالف الفرنسي السوفيتي الذي اعتبرته خرقا لمعاهدة لوكارنو وخطرًا داهمًا على ألمانيا.
صرح هتلر في «خطاب السلام» في 21 مايو 1935: «سيلتزم الألمان بكافة الشروط والالتزامات في معاهدة لوكارنو طالما التزمت الأطراف الأخرى كذلك». كتب هذا السطر وزير الخارجية قسطنطين فون نيورات الذي أراد طمأنة القادة الأوروبيين الذين أحسوا بالتهديد من إلغاء ألمانيا للفقرة الخامسة من معاهدة فرساي التي تمنع تسليح ألمانيا. كذلك أراد نيورات فتح باب لإعادة تسليح الراينلاند لذلك ربط الالتزام بلوكارنو بالتزام الأطراف الأخرى. أراد هتلر دائما توضيح أنه لا يعتبر نفسه ملزمًا بإملاء فرساي، ولكنه سيحترم أي معاهدة وقعتها ألمانيا طواعية مثل لوكارنو، التي وعدت ألمانيا فيها بإبقاء الراينلاند دون تسليح للأبد. لذلك فقد وعد هتلر في خطاباته بالالتزام بلوكارنو وليس بفرساي.

### أزمة الحبشة

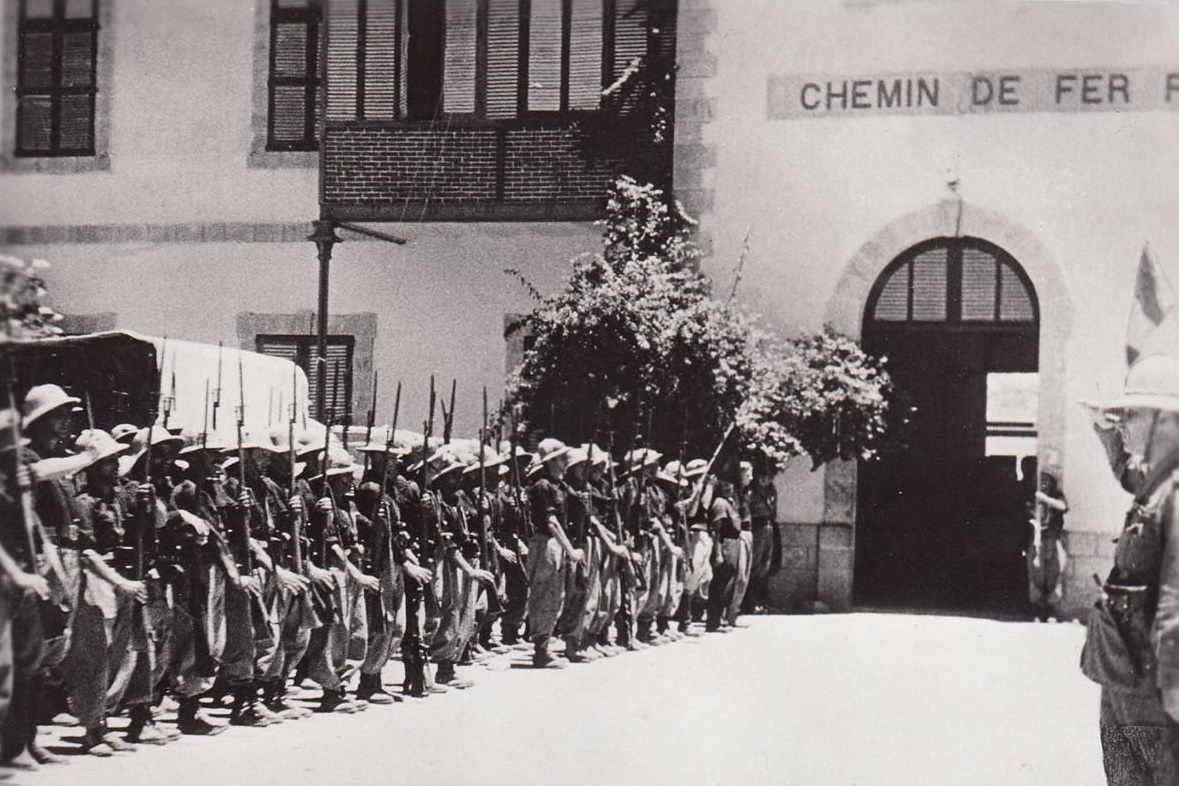
القوات الإيطالية تستولي على محطة قطارات ديري داوا بإثيوبيا في مايو 1936 ضمن غزو إيطاليا للحبشة.

قدم ماكدونالد رئيس وزراء بريطانيا استقالته في 7 يونيو 1935 ليحل محله ستانلي بلدوين. في الثالث من أكتوبر 1935 غزت إيطاليا إثيوبيا لتبدأ أزمة الحبشة. مالت الحكومة البريطانية، وبدعم من الرأي العام للأمن المشترك، إلى فرض عقوبات على إيطاليا في عصبة الأمم.
تسببت العقوبات البريطانية وموقف الأمن المشترك في توترات مع فرنسا التي أولت أولوية كبرى لمخاوفها من ألمانيا النازية ورغبتها في الحفاظ على جبهة استريسا مع إيطاليا، وإن كان على حساب إثيوبيا. أظهر التردد الفرنسي بفرض عقوبات على إيطاليا الانقسام الاستراتيجي بين باريس ولندن. قدمت التوترات الدبلوماسية القائمة فرصة ذهبية لألمانيا للاعتزام على إعادة تسليح الراينلاند.
زاد من تعقيد الموقف تسريب اتفاقية هور-لافال، وهي اقتراح مثير للجدل بتقسيم إثيوبيا بين إيطاليا وبقايا دولة إثيوبية. أدت تلك التسريبات إلى ردود فعل قوية في كل من بريطانيا وفرنسا والتي أدت إلى استقالة وزير الخارجية البريطاني صمويل هور.
في هذه الأثناء استمرت ألمانيا في تقديم الدعم لإيطاليا في أزمة الحبشة، وهو ما قوى العلاقات الإيطالية الألمانية. أدى هذا التحول في العلاقات مع التوترات الدبلوماسية بين بريطانيا وفرنسا إلى تمهيد الساحة للمراوغات الألمانية في الراينلاند.

## إعادة التسليح الألماني

### نويرات والمخابرات السرية

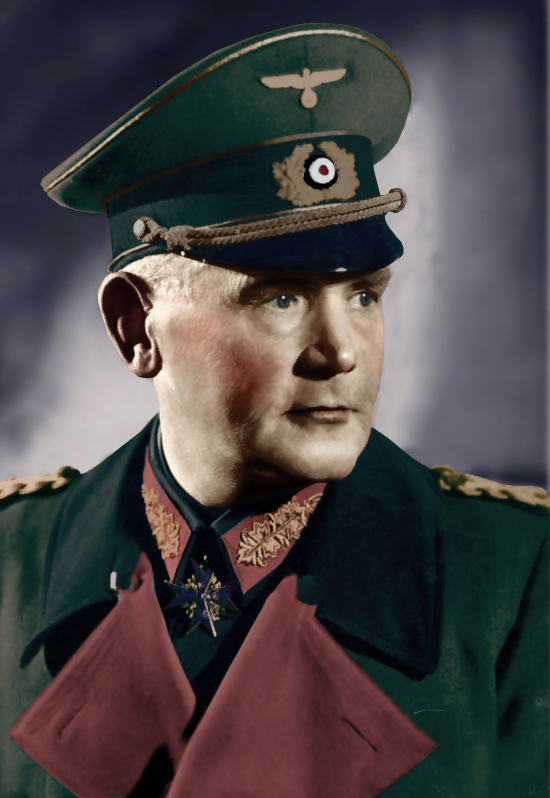
وزير الحرب الألماني فيرنر فون بلومبيرغ.

اعتقد وزير الخارجية البريطاني أنطوني إيدن أن ألمانيا قد تنضم مجددًا لعصبة الأمم بحلول عام 1940، وتقبل التقييدات على التسليح، وتتخلى عن مطالبها في بعض الأراضي الأوروبية إن أعادت تسليح الراينلاند واستردت مستعمراتها السابقة في أفريقيا وتمتعت بأفضلية اقتصادية على طول نهر الدانوب. اقترح رالف وجرام من مكتب الخارجية السماح لألمانيا بإعادة تسليح الراينلاند في مقابل «اتفاق جوي» ضد القصف والتزام ألمانيا بثبات الحدود على ما هي عليه، لكن الفكرة لم تلق رواجًا. كان إيدن يهدف إلى تسوية شاملة تعود بالموقف إلى استقرار العشرينات، وتدفع هتلر نحو التصرف دبلوماسيًا كما فعل جوستاف اشتريسمان في جمهورية فايمار.
قدم رئيس الوزراء الفرنسي بيير لافال في يناير 1936 الاتفاقية الفرنسية السوفيتية للتصديق عليها. لاحقا في الشهر نفسه وفي زيارة إلى لندن، أخبر نويرات إيدن أن ألمانيا ستعيد النظر في معاهدة لوكارنو إذا عقدت الأطراف الأخرى اتفاقيات ثنائية تتعارض مع روح لوكارنو. أعطى رد فعل إيدن نويرات الانطباع بأن بريطانيا قد تدعم ألمانيا ضد فرنسا في حالة إعادة تسليح الراينلاند. تحوي معاهدة لوكارنو فقرة تقضي باللجوء إلى التحكيم إذا ما عقد طرف ما معاهدات تتعارض مع لوكارنو. رأى كل من نويرات ووزير الخارجية الألماني بيرنهارد فون بولوف أن الاتفاقية الفرنسية السوفيتية تعارض معاهدة لوكارنو لكنهما نصحا هتلر بعدم اللجوء إلى التحكيم، خوفا من إزالة مبرر ألمانيا بإعادة التسليح. وعلى الرغم من أن نويرات أشار إلى تفعيل فقرة التحكيم في لوكارنو في بداية عام 1936، إلا أن ألمانيا لم تفعل ذلك.
وصل تقرير استخباراتي إلى نويرات في العاشر من يناير 1936 من غوتفريد أشمان المسؤول الصحافي في وزارة الخارجية الألمانية الذي تحدث إلى سياسي فرنسي يدعى جان مونتيني في يناير 1936 أثناء زيارة إلى باريس، والذي كان صديقًا مقربًا لبيير لافال، وذكر صراحةً أن مشاكل فرنسا الاقتصادية أخرت تحديث الجيش الفرنسي وأن فرنسا لن تفعل شيئًا إذا ما أعادت ألمانيا تسليح الراينلاند. لم يسلم نويرات تقرير أشمان إلى هتلر، لكنه أولاه اهتمامًا كبيرًا. كان نويرات يسعى إلى تحسين منصبه داخل الحزب النازي عبر طمأنة هتلر باستمرار أثناء أزمة الراينلاند بأن الفرنسيين لن يفعلوا شيئًا ولكن دون إخبار هتلر عن سبب هذه الطمأنينة، حتى يظهر نويرات بأنه دبلوماسي فذ ذو بصيرة، وهو ما حسن موقفه مع هتلر. كان مكتب الخارجية هو المسؤول عن القضايا الخارجية لألمانيا، لكن بدءًا من 1933 واجه نويرات خطر المتطفلين الدبلوماسيين في الحزب النازي، إذ شرعت عدة وكالات نازية في التعامل مع القضايا الخارجية بصورة مستقلة عن مكتب الخارجية، وعكس رغبته أحيانًا. كان أخطر المتطفلين الدبلوماسيين مكتب ربنتروب، وهو بمثابة مكتب خارجية موازٍ تابع للحزب النازي يرأسه يواخيم فون ريبنتروب الذي سعى إلى التدخل في كل أعمال مكتب الخارجية. زاد من المنافسة بين مكتب الخارجية ومكتب ربنتروب كراهية نويرات وريبنتروب لبعضهما، وإعلان ريبنتروب دائمًا أنه سيكون وزير خارجية أفضل من نويرات، بينما عدَّه نويرات دبلوماسيًّا مبتدئًا لا رجاء فيه يتدخل في ما لا يعنيه.

### قرار إعادة التسليح

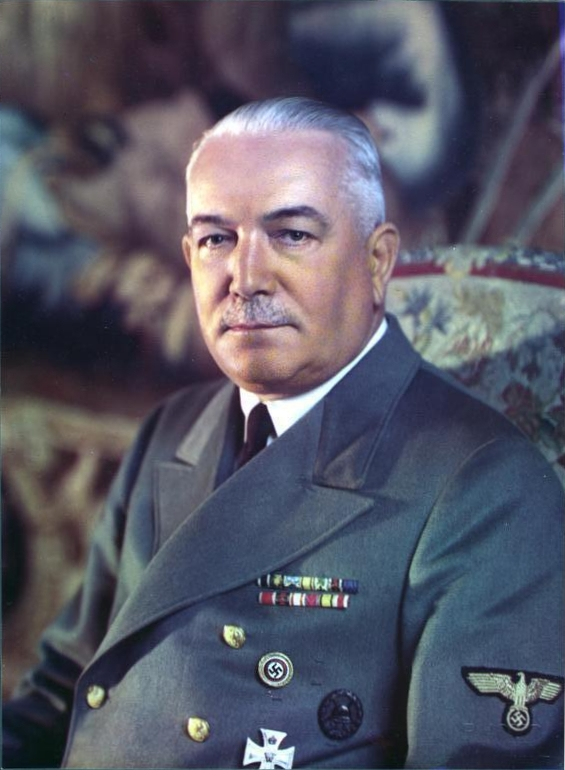
البارون قسطنطين فون نيورات في 1939. لعب نويرات دورًا محوريًا في اتخاذ ألمانيا القرار لإعادة التسليح.

بدأ هتلر في يناير 1936 التعجيل بخطة إعادة تسليح الراينلاند حتى 1937. أثر على هذا القرار عوامل عدة مثل تصديق فرنسا على الاتفاقية الفرنسية السوفييتية والاضطرابات السياسية في باريس والتحديات الاقتصادية الألمانية بالإضافة إلى الاضطراب الناتج عن الحرب الإيطالية الإثيوبية الثانية والتي أضعفت جبهة استريزا.
واجه السفير الفرنسي أندريه فرانسوا بونسيه السكرتير العام لمكتب الخارجية الألماني برنارت فون بولوف في يناير 1936 متهمًا ألمانيا بالعزم على إرسال قوات إلى الراينلاند، لكن هذه المعلومات الاستخباراتية لم تصل إلى بريطانيا أو فرنسا.
عبر بينيتو موسوليني، محبطًا من العقوبات على بلاده بسبب حرب الحبشة، عن رغبته في اتفاقية ألمانية نمساوية مشيرًا إلى تحسن محتمل في العلاقات الألمانية الإيطالية. تولت حكومة انتقالية في باريس في فبراير 1936 بقيادة ألبير سارو، لكن مكوناتها المتعددة حالت دون القدرة على اتخاذ القرار.
استشار هتلر يواخيم فون ريبنتروب ونيورات في آخر فبراير عن ردود الفعل الدولية المحتملة لإعادة تسليح الراينلاند. توقع ريبيتروب رد فعل فوري، بينما رأى نويرات أن الدبلوماسية الهادئة ستحقق إعادة التسليح.
أخبر هتلر وزير الحرب الفريق فيرنر فون بلومبيرغ في 12 فبراير بنواياه. حذر القائد العام للقوات المسلحة الألمانية لودفغ بك من أن الجيش الألماني ليس مستعدًا لصراع مع الجيش الفرنسي.
كان إيدن -وزير الخارجية البريطاني- قد أرسل إلى وزارة الخارجية الفرنسية في منتصف فبراير يقترح التفاوض لتسليم الحقوق في المنطقة، إذ اعتقد أن ذلك سيضعف من تأثير فرنسا في وسط وشرق أوروبا.
حضّر نويرات وثائق تبرر إعادة التسليح كرد على الاتفاقية الفرنسية السوفييتية، إذ اقترح وجود قوة صغيرة لتجنب أي «خرق مشين» للوكارنو. في الوقت ذاته سافر غورنغ إلى بولندا ليطلب منها البقاء على الحياد إذا قررت فرنسا إعلان الحرب ردًا على إعادة التسليح.
يختلف المؤرخون حول قرار هتلر، فيرى البعض أنه كان جزءًا من خطة هتلر لغزو العالم، بينما يراه آخرون كرد ارتجالي للمشكلات الاقتصادية في 1936.
أقرت الجمعية الوطنية الفرنسية الاتفاقية الفرنسية السوفييتية في 26 فبراير. ناقش هتلر إعادة التسليح مع غورنغ وغوبلز ليقرر أنه لا يزال من المبكر تنفيذها.
هدفت مقابلة هتلر مع بيرتراند دي جوفينيل، والمنشورة في 29 فبراير، إلى نقل اللوم على إعادة التسليح على الحكومة الفرنسية. اتخذ هتلر القرار أخيرًا في 1 مارس مستغلا الانشغال بأزمة الحبشة بعد قرار عصبة الأمم فرض عقوبات نفطية على إيطاليا.

### قوات الفيرماخت تزحف على الراينلاند
| لن تمنعني التهديدات ولا التحذيرات من المضي قدمًا. إنني أتبع الطريق الذي رسمه لي الرب بثقة غريزية كمن يمشي في نومه. |
| —أدولف هتلر، ميونخ، 14 مارس 1936.                                                                                 |

في فجر السابع من مارس 1936، دخل إلى الراينلاند تسع عشرة كتيبة مشاة ألمانية وعدد من الطائرات. بذلك خرقت ألمانيا الفقرتين 42 و43 من معاهدة فرساي والفقرتين 1 و2 من معاهدة لوكارنو. وصلت القوات إلى نهر الراين عند الحادية عشر صباحًا، وعبرت ثلاث كتائب إلى الضفة الغربية لنهر الراين. في الوقت ذاته استدعى نويرات السفير الإيطالي البارون بيرناردو أتوليكو والسفير البريطاني السير إريك فيليبس والسفير الفرنسي أندريه فرانسوا بونسيه إلى مقر الحكومة الألمانية بشارع فيلهلم ليسلمهم وثائق تثبت خرق فرنسا لمعاهدة لوكارنو بالتصديق على الاتفاقية الفرنسية السوفييتية، وأن ألمانيا قررت بالتالي إلغاء لوكارنو وإعادة تسليح الراينلاند.
أبلغت وحدات الاستطلاع الألمانية باحتشاد آلاف الجنود الفرنسيين على الحدود الألمانية الفرنسية، فتوسل القائد بلومبيرغ إلى هتلر بأن يخلي الجنود الألمان، وهو ما كاد هتلر أن يفعله، لكن نويرات وبهدوئه أقنع هتلر بالاستمرار في عملية تدريب الشتاء. طلب هتلر معلومات، كما نصحه نويرات، بخصوص ما إذا كانت القوات الفرنسية قد عبرت الحدود وعندما علم بأنهم لم يفعلوا، طمأن بلومبيرغ بأنه سينتظر حتى يفعلوا. على النقيض من بلومبيرغ الذي كان قلقا بشدة أثناء عملية تدريب الشتاء، فقد كان نويرات هادئا تماما وحث هتلر على المضي قدما.

يعتقد الكثيرون أن عملية الراينلاند كانت الوقت المناسب لإيقاف هتلر بسهولة نسبية، فقد كانت القوات الألمانية المشتركة في العملية قليلة، مقارنة بالقوات الفرنسية الأكبر بكثير والأقوى بكثير. كتب الصحفي الأميركي وليام شيرر عن دخول القوات الفرنسية الراينلاند:
سنحت الفرصة الأخيرة للقوتين الديمقراطيتين الغربيتين في مارس 1936 لإيقاف خطورة ألمانيا العسكرية العدائية، ودون حرب كبرى، وفي واقع الأمر وكما اعترف هتلر نفسه، إسقاط الدكتاتور النازي ونظامه. لكنهم ضيعوا الفرصة.
صرح ضابط ألماني في بيندلربلوك أثناء الأزمة إلى هوبرت كنيكربوكر أثناء الحرب الأهلية الإسبانية: «كنا نعلم أنه لو زحف الفرنسيون فإنهم سيقضون علينا. لم يكن لدينا أي تحصينات ولم نكن ندًا للفرنسيين. لو قام الفرنسيون حتى بتعبئة الاحتياط، كنا سنُجبَر على الانسحاب». اعتبر القائد العام للجيش أن قرار هتلر انتحار. صرح اللواء هاينز جوديريان، وهو لواء ألماني أجرى الضباط الفرنسيون مقابلة معه بعد الحرب العالمية الثانية، بأن: «لو تدخلتم أيها الفرنسيون في الراينلاند في 1936، كنا سننهار وكان هتلر ليسقط».
يبدو أن هتلر واجه معارضة حقيقية في هذه المرحلة، خاصة أن لودفيغ بك وفيرنر فون فريتش أصبحا معارضين لهتلر، إلا أن المؤرخ الأميركي إرنست ماي يرى أنه لا دليل على ذلك في هذه المرحلة. يرى ماي أن ضباط الجيش الألماني كانوا جميعا مؤيدين لإعادة تسليح الراينلاند، وأن مسألة توقيت ذلك هي ما جعلتهم منقسمين حول هتلر.
كتب المؤرخ الأميركي جيمس إميرسون عن العلاقة بين هتلر وقادته في بداية عام 1936: «في الحقيقة لم يحظَ هتلر طوال الاثني عشر عامًا للرايخ الثالث بعلاقات ودية مع قادته أكثر من عامي 1935 و1936. في هاتين السنتين لم يكن هناك أي مقاومة في الجيش لسياسات الحزب». لاحقا وفي خضم الحرب العالمية الثانية ورغم سوء وضع ألمانيا خاصة بعد 1942 وسلسلة الهزائم المهينة، إلا أن الفيرماخت ظل محافظا على ولائه للحزب النازي واستمر في القتال بشراسة لصالح النظام حتى تدميره في 1945 (باستثناء واحد هو انقلاب 20 يوليو 1944 عندما ثار جزء صغير من الفيرماخت بينما ظل الجزء الأكبر محافظا على ولائه). أظهرت رغبة الفيرماخت في استمرار القتال والموت في سبيل النظام النازي -رغم حقيقة أن ألمانيا كانت تخسر الحرب منذ 1943- يوضح بجلاء الإيمان العميق لمعظم الفيرماخت بالقومية الاشتراكية.
بالإضافة لكل ما سبق فقد كان كبار الضباط في الفيرماخت فاسدين لدرجة كبيرة، وكانوا يتلقون الرشاوي الضخمة من هتلر ليحافظوا على ولائهم. لذا فبالنظر إلى ولاء الفيرماخت الشديد للنظام القومي الاشتراكي ولضباطه الفاسدين، فقد كان مستبعدًا أن ينقلب على هتلر ولو أجبر على الانسحاب من الراينلاند في 1936.

## ردود الفعل

### ألمانيا

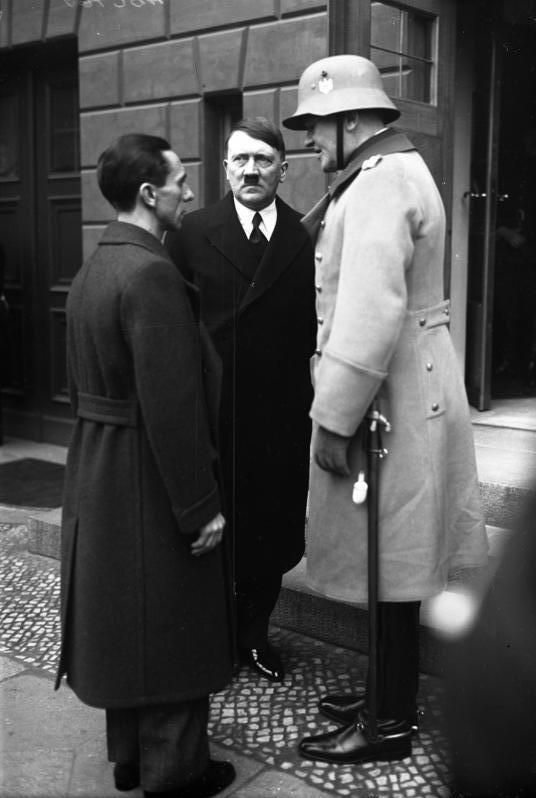
غوبلز وهتلر وفون بلومبيرغ في 1934.

أعلن هتلر أمام مبنى الرايخستاغ في السابع من مارس 1936 أن راينلاند قد أعيد تسليحها، كما عرض العودة إلى عصبة الأمم، وتوقيع معاهدة تحظر القصف الجوي أداةً من أدوات الحرب، بالإضافة لتوقيع معاهدة عدم اعتداء مع فرنسا لتخفيف احتمال الحرب، هذا في حال قبلت الدول العظمى الأخرى إعادة التسليح. بدأ هتلر خطابه أمام الرايخستاغ بوصفه معاهدة فرساي بالظالمة لألمانيا، مؤكدًا أنه «رجل سلام لا يسعى للحرب مع أحد»، وأنه يسعى لتحقيق العدل لألمانيا فقط بإسقاط معاهدة فرساي الظالمة.
كتب وليام شيرر في مذكراته واصفا الخطاب الذي حضره في برلين بأن القوات الألمانية كانت قد دخلت بالفعل إلى الراينلاند وقت خطاب هتلر أمام الرايخستاغ:
كانوا يثبون على أقدامهم وهم يصرخون ويبكون. كذلك فعلت الجماهير في المعارض. ارتفعت أياديهم في تحية خانعة، والهستيريا تغطي وجوههم، وأفواههم متسعة يصرخون ويصرخون. عيونهم تشتعل بالتعصب، مثبتة على الإله الجديد، على المسيح الجديد. أما المسيح فقد لعب دوره بإتقان، إذ أخفض رأسه في تواضع وهو ينتظر الهدوء في صبر. ثم صدح بصوت خفيض يختنق في مشاعره بوعدين:

«أولا، نعد بألا ندخر جهدًا في استعادة كرامة أمتنا، وأن نتحمل أشد الصعاب بشرف على أن نستسلم. ثانيا، نقسم ،الآن أكثر من أي وقت مضى، على أن نسعى لتفاهم أكبر بين الأمم الأوروبية، خاصة جيراننا غربًا... فليس لنا أي مطالب في أي أرض أوروبية... فألمانيا لن تكسر حالة السلام أبدًا.
رأى هتلر أنه من الظلم أن تفرض فرساي عدم تسليح جزء من ألمانيا، بينما يمكن لأي حكومة في العالم أن تحرك قواتها داخل حدودها، مؤكدًا أن العدل لألمانيا هو كل ما يريده. أكد هتلر كذلك أنه ماكان ليقبل بتسليح الراينلاند كما وعد اشتريسمان في لوكارنو في 1925، لولا المعاهدة الفرنسية السوفييتية في 1935 التي اعتبرها تهديدًا لألمانيا وأنها لم تترك له خيارًا سوى إعادة تسليح الراينلاند. أكد هتلر متوجهًا للرأي العام الخارجي أن إعادة التسليح لا تهدف إلى تهديد أحد، وإنما كانت خطوة دفاعية اضطرت إليها ألمانيا بسبب ما وصفها بالأعمال المشينة لفرنسا والاتحاد السوفييتي.
كتب وليام شيرر في مذكراته أن القول بأن جهود هتلر لإخفاء الزحف على الراينلاند كانت لأهداف دفاعية بحتة هو «خداع تام وأنه إن اتبع حدسه، أو إن كان للصحفيين الأمريكيين أي حدس، فقد كان سيقول ذلك في مقاله اليوم. لكنني لست مصدومًا من أن ذلك كان مقدمة فقط. فقد قال فرانسوا بونسيه (السفير الفرنسي) لصديق لي الليلة أن مكتب الخارجية الألماني كذب عليه ثلاث مرات في يوم واحد، إذ أعلن الألمان 2000 جندي، ثم 9500 لاحقا من بينهم ثلاث عشرة كتيبة مدفعية. معلوماتي تقول أنهم أرسلوا أربعة ألوية قرابة 50 ألفا جندي.»
صدق البعض خارج ألمانيا مزاعم هتلر بأنه أجبر على اتخاذ هذه الإجراءات بسبب المعاهدة الفرنسية السوفييتية، إذ صرح رئيس الوزراء البريطاني الأسبق ديفيد لويد جورج في مجلس عموم المملكة المتحدة بأن أفعال هتلر في أعقاب المعاهدة الفرنسية السوفييتية كانت مبررة تمامًا، وأنه كان ليكون خائنا لألمانيا إن لم يقم بحماية وطنه.
مع دخول القوات الألمانية مدينة كولونيا تجمعت جماهير غفيرة لتحية الجنود وألقت الزهور على الفيرماخت بينما عرض القساوسة الكاثوليك مباركة الجنود. استقبل الألمان خبر إعادة تسليح الراينلاند باحتفالات هائلة في جميع أنحاء البلاد. كتب المؤرخ البريطاني إيان كيرشو في مارس 1936: «لقد غمر الناس شعورُ الابتهاج... لم يكن ممكنا ألا يصيبك شعور السعادة العارمة في الأجواء». ذكرت تقارير إلى السوبيد في ربيع عام 1936 أن العديد من الديمقراطيين الاشتراكيين ومعارضي النازية في الطبقة العاملة كانوا أيضا مبتهجين بإعادة التسليح، وأن كثيرًا مِمن كانوا معارضين للنازية في جمهورية فايمار شرعوا في تأييدها.
تأكيدًا على شعبية إعادة التسليح عقد هتلر استفتاء في 29 مارس 1936 شارك فيه غالبية من لهم حق التصويت من الألمان وعبروا عن سعادتهم به. أثناء حملة هتلر للدعوة إلى المشاركة بنعم، استقبلته الجماهير المبتهجة والمؤيدة لمعارضته لفرساي. كتب كيرشو أن نتيجة 99% نعم في الاستفتاء كانت أعلى من الحقيقة، لكنه كان واضحا أن الغالبية العظمى اختارت فعلا التصويت بنعم على إعادة التسليح.
في أعقاب إعادة التسليح أصبحت الأزمة الاقتصادية التي أضرت بالنظام الحاكم في طي النسيان. ارتفعت ثقة هتلر في نفسه كثيرًا بعد انتصار الراينلاند، كما قال من يعرفونه إنه حدث له تغير نفسي حقيقي بعد مارس 1936، إذ أصبح واثقا في عصمته من الخطأ كما لم يفعل من قبل.

### فرنسا

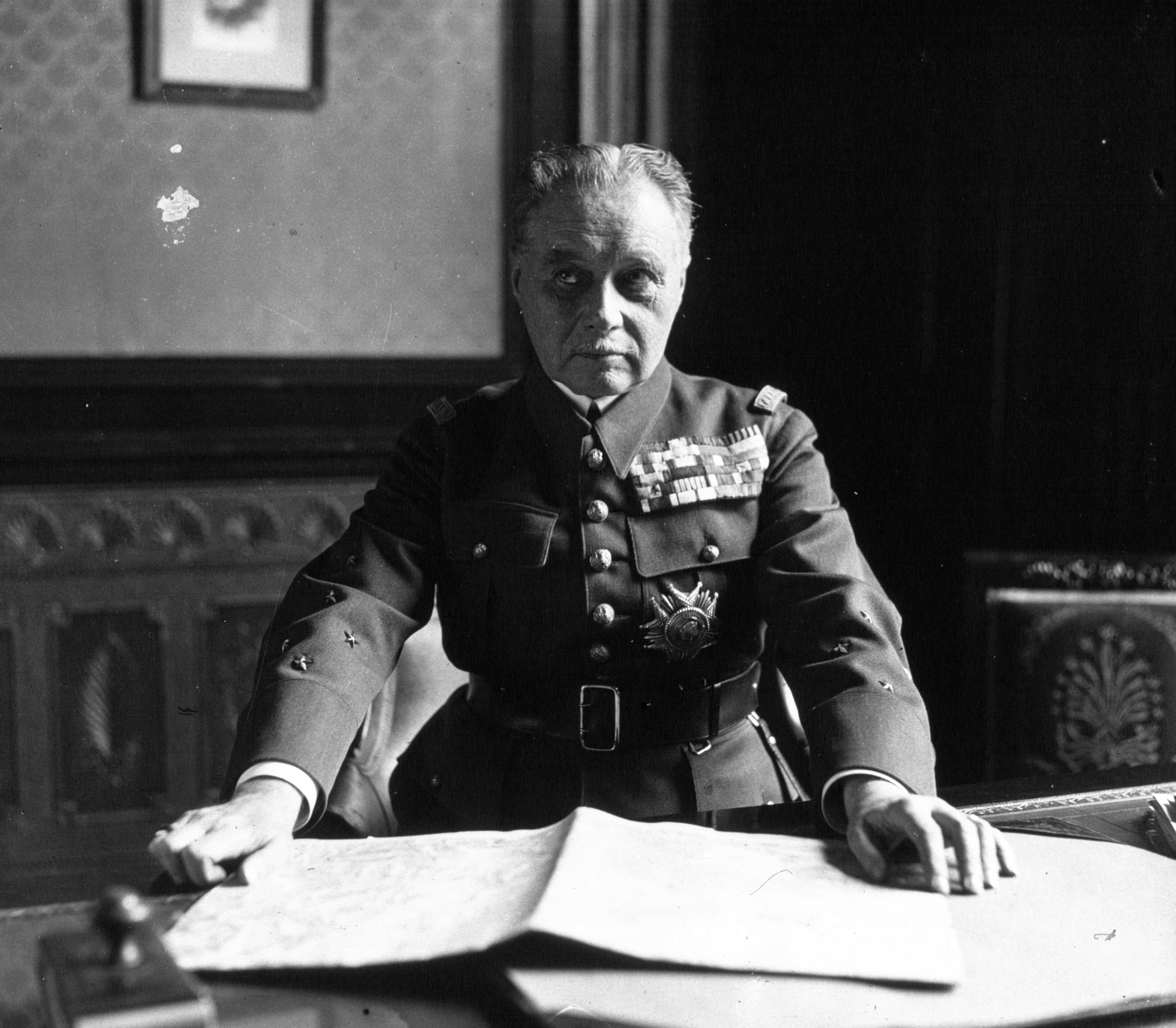
موريس غاملان القائد الأعلى للقوات المسلحة الفرنسية 1936.

يختلف المؤرخون حول رد الفعل الفرنسي على إعادة التسليح الألمانية لراينلاند في 1936. يرى البعض أن فرنسا، رغم تفوق جيشها على الجيش الألماني، لم يكن لديها الرغبة في استخدام القوة. يساهم هذا التحليل في نظرية الانحدار التي تفترض أن الانحدار الفرنسي أدى إلى تراجع الإرادة وهزيمة فرنسا في النهاية في 1940.
بيد أن مؤرخين آخرين أمثال ستيفن شوكر يعارضون هذا الرأي بعد الاطلاع على مصادر فرنسية أولية، إذ يرون أن الصعوبات الاقتصادية والتحليل العسكري ساهما في التردد الفرنسي. على سبيل المثال أبلغ اللواء موريس غاملان الحكومة الفرنسية بأن الدخول في صراع مع ألمانيا في راينلاند سيتطلب تعبئة عامة كاملة ما سيكلف الحكومة 30 مليون فرنك يوميًا وسيتطور غالبا إلى حرب شاملة. بالغت المخابرات الفرنسية كذلك من حجم القوات الألمانية في راينلاند ما عقد الأمور أكثر.
بالإضافة إلى ما سبق، كانت فرنسا تواجه أزمة اقتصادية في آخر 1935 وأوائل 1936، والتي جعلت خفض قيمة الفرنك أمرًا غير مقبول. فاقم الأزمة إعادة التسليح الألمانية، إذ أدت إلى هروب الأموال من فرنسا بسبب قلق المستثمرين من اندلاع حرب مع ألمانيا. كذلك كانت حالة القوات الجوية الفرنسية مشكلة أخرى، إذ كانت أقل من اللوفتفافه كما حالت مشكلات الإنتاج في الصناعة الجوية الفرنسية دون القدرة على استبدال الخسائر في حالة اندلاع الحرب. فاقمت حالة الحجر الصحي كذلك من القدرة على رد الفعل، إذ كانت تشيكوسلوفاكيا فقط المتعهدة بالحرب مع ألمانيا إن تدخلت فرنسا في راينلاند.

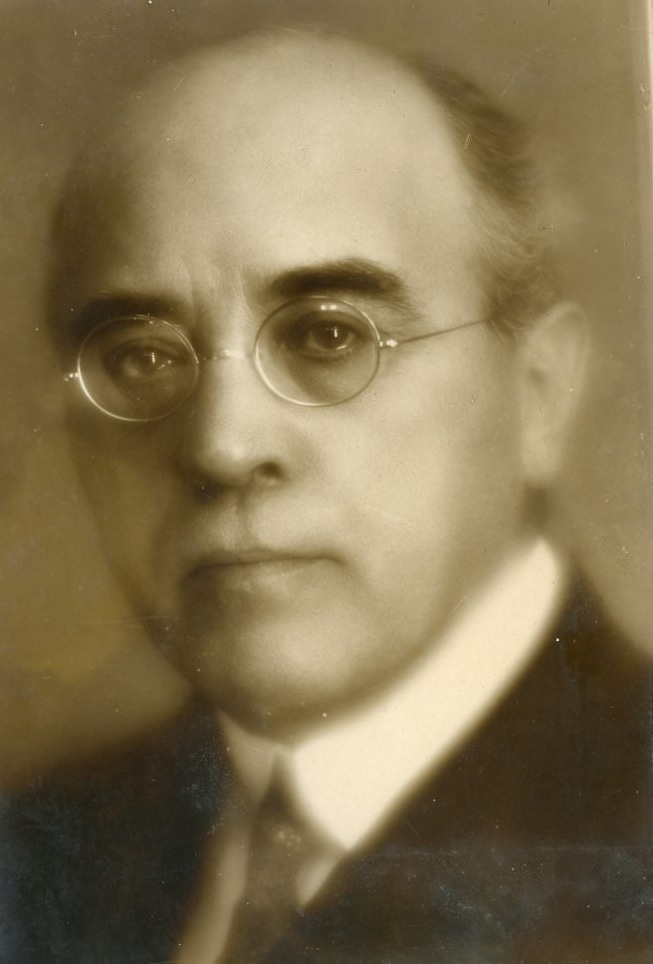
كان ألبير سارو أول رئيس وزراء لفرنسا وقت الأزمة.

مع اعتراض الرأي العام الفرنسي على الحركة الألمانية، لم ينادي بالحرب سوى القليل، إذ نادت معظم الصحف الفرنسية بفرض عصبة الأمم عقوبات على ألمانيا. أصدر الحكومة الفرنسية تصريحات تلمح بالحرب، لكن الأمر اعتمد على قيام بريطانيا وإيطاليا بالشيء ذاته.
طلب وزير الخارجية الفرنسي بيير إتيين فلاندين تعهد بريطانيا في مواجهة إعادة التسليح الألمانية، كما أعلن رئيس الوزراء ألبير سارو نية فرنسا بالالتزام ببنود معاهدة لوكارنو. قدمت فرنسا قواتها إلى عصبة الأمم ولكن فقط في حالة قيام بريطانيا وإيطاليا بالمثل. كان جورج مندل الوزير الفرنسي الوحيد الذي دعى إلى عمل عسكري لطرد القوات الألمانية من راينلاند.
سعى فلاندين إلى ضمان التعهد القاري من بريطانيا بالتأكيد على وحدة الأمن القومي البريطاني والفرنسي والحصول على دعم بريطانيا. عبر فلاندين عن استيائه في لندن وأشار إلى استعداد فرنسا للحرب، لكنه فشل في تقديم إجراءات أمنية فعلية. ردًا على تكتيكات فلاندين، أصدرت بريطانيا تصريحات مبهمة تربط بين الأمن القومي للدولتين وتؤكد على الموافقة على المشاورات الأنجلو-فرنسية، وهو ما خذل البعض في الحكومة الفرنسية.
حذر غاملان من أن فرنسا تحتاج بريطانيا إن قررت إعلان الحرب. اختارت الحكومة الفرنسية عدم تعبئة القوات الفرنسية خوفا من الأزمة المالية وبسبب الانتخابات القادمة، لتنتهي فعليا الضمانات التي أخذتها فرنسا على ألمانيا في معاهدة فرساي.

### المملكة المتحدة

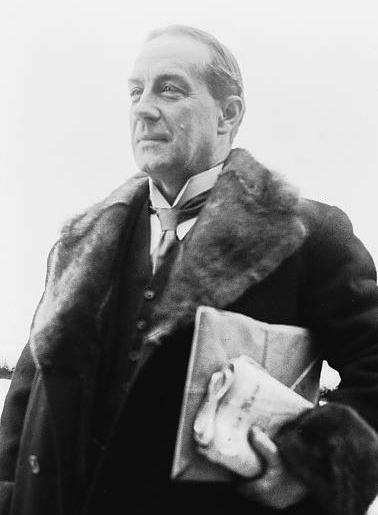
رأى رئيس الوزراء البريطاني ستانلي بلدوين أن بريطانيا تفتقر للموارد اللازمة لفرض فرساي ولوكارنو على ألمانيا.

كان رد الفعل في بريطانيا مضطربًا، لكن البريطانيين لم يعتبروا إعادة التسليح خطرًا. قال لورد لوثيان على سبيل المثال مقولته الشهيرة بأن الأمر لم يكن أكثر من دخول الألمان لفنائهم الخلفي. كذلك قال جورج برنارد شو أن الأمر يشبه أن تحتل بريطانيا بورتسموث. كتب هارولد نيكلسون في مذكراته ليوم 23 مارس: «لقد كان الجو العام في مجلس العموم البريطاني مؤيدًا لقرار الألمان، وهو ما يعني خوفهم من الحرب». لم تخرج أي مظاهرات أو تجمعات تندد بأزمة راينلاند في 1936 بل خرجت مظاهرات سلام تدعو بريطانيا ألا تستخدم الحرب لحل الأزمة. منذ أن نشر عالم الاقتصاد جون مينارد كينز كتابه الأكثر مبيعًا الآثار الاقتصادية للسلام في 1919، والذي اعتبر فيه كينز أن فرساي كانت سلاما قرطاجيًا بالغ القسوة فرضه الحلفاء المنتصرون، أصبح قطاع عريض من الجمهور البريطاني مقتنعًا بأن فرساي كانت ظالمة للألمان. مع دخول الألمان إلى راينلاند في 1936، رأي قطاع عريض من البريطانيين أن هتلر كان محقا في تحديه لبنود معاهدة فرساي، وأنه سيكون لا أخلاقيًا أن تذهب بريطانيا إلى الحرب دفاعا عن معاهدة فرساي الظالمة. أبلغ وزير الحرب البريطاني ألفرد داف كوبر السفير الألماني ليوبولد فون هوش في 8 مارس: «رغم استعداد الشعب البريطاني للحرب مع الفرنسيين في حالة دخول الألمان الأراضي الفرنسية، إلا أنهم لن يلجأوا إلى الحرب في أعقاب الاحتلال الأخير لراينلاند. لم يعرف الناس كثيرًا عن شروط عدم التسليح ولم يهتم معظمهم ألبتة باحتلال الألمان لأراضيهم».
ادعى رئيس الوزراء ستانلي بلدوين أن بريطانيا افتقرت للموارد اللازمة لفرض ضمانات المعاهدة على ألمانيا وأن الرأي العام لم يكن يؤيد استخدام القوة. حذر رؤساء الأركان البريطانيين من الحرب مع ألمانيا بسبب الاستقطاعات الكبيرة التي فرضتها قاعدة السنوات العشر ولأن إعادة التسليح بدأت منذ 1934 فقط، وهو ما يعني أن أقصى ما يمكن لبريطانيا فعله في حالة الحرب هو إرسال كتيبتين بتسليح خفيف إلى فرنسا بعد ثلاثة أسابيع من الحرب. تصاعدت المخاوف أيضا في وايت هول من أنه في حالة إعلان بريطانيا الحرب على ألمانيا، فإن اليابان قد تستغل الفرصة لتستولي على المستعمرات البريطانية في شرق آسيا.
نصح وزير الخارجية البريطاني أنطوني إيدن بعدم استعمال فرنسا للحل العسكري، كما عارض فرض عقوبات مالية واقتصادية على ألمانيا، فقابل السفير الفرنسي تشارلز كوربن ليحث فرنسا على التعقل. فضل إيدن أن تحافظ ألمانيا على وجود عسكري رمزي في راينلاند ثم تدخل في مفاوضات جدية.

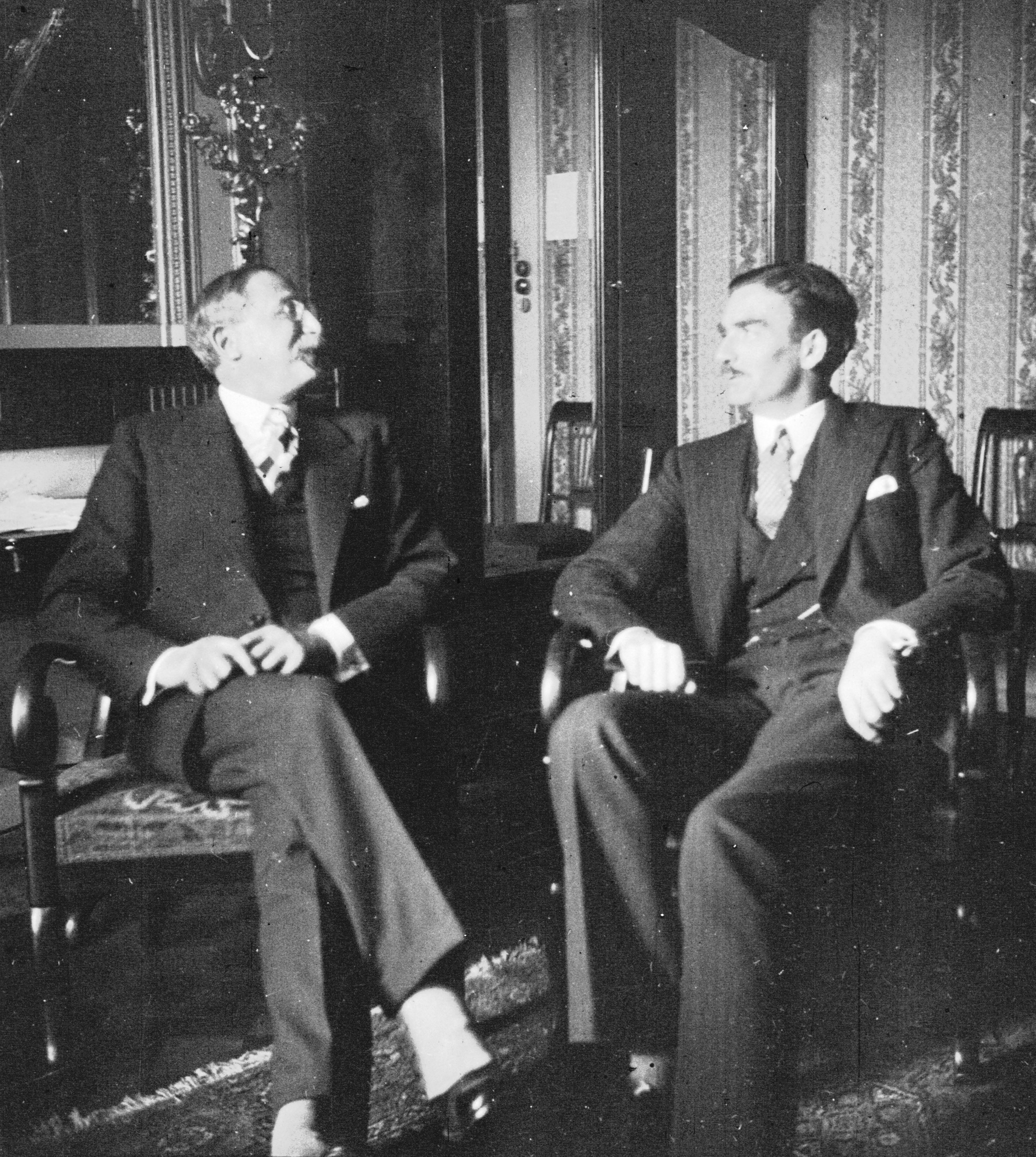
اجتمع وزير الخارجية البريطاني أنطوني إيدن برئيس الوزراء الفرنسي ليون بلوم ونصحه بعدم استعمال الحل العسكري، كما رأي أن التزام بريطانيا يقتصر على أوروبا الغربية فحسب.

كان تردد المستعمرات في دعم الفعل العسكري أحد العوامل التي أثرت في السياسة البريطانية، إذ أعلن بعض قادة المستعمرات كجنوب أفريقيا وكندا أنهم لن يدعموا الحرب في أعقاب إعادة تسليح راينلاند. كتب المؤرخ جيرهارد واينبرج في 13 مارس أن المستعمرات، وخاصة جنوب أفريقيا وكندا، لن يدعموا بريطانيا في الصراع. دعمت جنوب أفريقيا خاصة موقف ألمانيا في لندن كما حذا حذوها مستعمرات أخرى.
واجه رئيس وزراء جنوب أفريقيا جيمس باري مونيك هيرتزوغ ورئيس الوزراء الكندي ويليام كينج جماعات محلية (مثل الأفريقان والكنديين الفرنسيين) كانت ضد دخول حرب أخرى ضد الألمان لصالح بريطانيا. اعتبر الزعيمان أن هذا التذمر وسيلة ناجحة لمنع الصراع، خاصة أن كليهما لم يرغبا في الاختيار بين الولاء لبريطانيا وبين الشعور المعادي لبريطانيا محليًا. دقت أزمة جنق قلعة في 1922 أجراس الحذر لبريطانيا أن دعم المستعمرات ليس مضمونًا. وبسبب دور المستعمرات المحوري في انتصار 1918، كانت بريطانيا حذرة من الدخول في حرب كبرى أخرى دون دعم المستعمرات.
أظهر مكتب الخارجية البريطاني من ناحيته تذمرًا واضحًا من قرار هتلر الأحادي دون تفاوض مع لندن، إذ أوضحت رسالة مكتب الخارجية: «لقد حرمنا هتلر من إمكانية تقديم تنازلات له كانت قد تكون مفيدة في التفاوض مع ألمانيا والتي كنا ننوي تقديمها له بالفعل». أكملت أزمة راينلاند الانشقاق بين إيدن الذي اعتقد أن مقترحات هتلر في خطاب السابع من مارس كانت أساسا للتسوية العامة مع ألمانيا، وبين فانسيتارت الذي اعتقد أن هتلر يتفاوض بنوايا سيئة. تصادم إيدن وفانسيتارت مسبقا في أزمة الحبشة حين دعم إيدن فرض العقوبات على إيطاليا بينما أراد فانسيتارت أن تصبح إيطاليا حليفة في مواجهة ألمانيا. رأي فانسيتارت أنه لا جدوى من التسوية مع هتلر، وأن أفضل ما يمكن فعله هو تقوية العلاقات مع فرنسا لمواجهة ألمانيا. لطالما كره فانسيتارت الألمان وخاصة النازيين، الذين اعتبرهم كارثة على الحضارة. دعم فانسيتارت جهود إيدن في حل أزمة راينلاند إذ كان التسليح البريطاني قد بدأ لتوه، ولكن لكونه محبًا للفرنسيين دفع فانسيتارت الحكومة إلى استخدام الأزمة كفرصة لتكوين تحالف عسكري مع فرنسا ضد ألمانيا. بحلول ربيع 1936 اقتنع فانسيتارت أن التسوية العامة مع ألمانيا غير ممكنة، وأن هتلر يسعى إلى غزو العالم. اقترح المسؤول في مكتب الخارجية أوين أومالي أن تعطي بريطانيا لألمانيا الضوء الأخضر في الشرق (أي تقبل غزو ألمانيا لأوروبا الشرقية) في مقابل وعد ألماني لقبول الوضع في أوروبا الغربية. علق فانسيتارت أن السماح لألمانيا بغزو أوروبا الشرقية «سيؤدي إلى ضياع الحرية والديمقراطية في أوروبا». على النقيض رأي إيدن أن المصالح البريطانية محصورة على أوروبا الغربية، ولم يشارك آراء فانيستارت عن نوايا هتلر النهائية. كذلك لم يشارك إيدن أو باقي المجلس أو غالب الشعب البريطاني آراء فانسيتارت بأن بريطانيا لا يمكنها غض الطرف عن أوروبا الشرقية.
على الرغم من دخول بريطانيا مفاوضات مع الفرنسيين عن مقابل "ضبط النفس" الفرنسي، إلا أن كثير من الوزراء البريطانيين لم يكونوا سعداء بهذه المفاوضات. كتب وزير الداخلية جون سايمون إلى إيدن وبالدوين أن المفاوضات مع الفرنسيين بعد إعادة تسليح راينلاند سيدفع الفرنسيين إلى الاعتقاد:
بأنهم يتحكمون بنا تماما ما يدفعهم إلى الانتظار حتى انهيار المحادثات مع ألمانيا. في ظروف كهذه ستصبح فرنسا أنانية وكدولة أنانية كفرنسا التي نعرفها، فإن احتمالات الاتفاق مع ألمانيا ستصبح أقل وأقل
أنهى الإنجليز المحادثات مع الفرنسيين استجابة لاعتراضات سايمون بعد خمسة أيام من بدايتها، والتي لن تحدث مجددًا حتى فبراير 1939 في أعقاب ذعر الحرب الهولندي في يناير 1939. أدت المحادثات الإنجليزية الفرنسية إلى انتقاد لاذع من ديفيد لويد جورج ومن صحف بيفربروك وروثرمير، مثل صحيفة ديلي ميل، بوصفها «ترتيبات عسكرية ستدلف بنا إلى حرب نيابة عن الآخرين». إضافة إلى ما سبق فقد حذر كبير سفراء هتلر يواخيم فون ريبنتروب كلا من بلدوين وإيدن من أن ألمانيا تعتبر المحادثات الإنجليزية الفرنسية خطرًا هائلا، وأن أي أمل في تسوية عامة مع ألمانيا سينتهي إلى الأبد حال استمرت هذه المحادثات. بيد أن الإعلان البريطاني الضبابي بربط الأمن البريطاني بالأمن الفرنسي لم يُمنع لأنه قد يؤدي إلى تدهور العلاقات الإنجليزية الفرنسية، بل لأنه كما قال المؤرخ البريطاني ألان جون بيرسيفال تايلور إن دخلت فرنسا الحرب ضد ألمانيا فسيكون هناك قضية أخلاقية قوية بسبب إعلان 19 مارس 1936 بأن تقاتل بريطانيا بجانب فرنسا.
لم يكن لبريطانيا أي التزام أمني في أوروبا الشرقية أكثر من ميثاق عصبة الأمم حتى خطاب نيفيل تشامبرلين في 31 مارس 1939. ولكن بسبب نظام التحالفات الفرنسي في أوروبا الشرقية فإن أي هجوم ألماني على حلفاء فرنسا في أوروبا الشرقية سيؤدي إلى اندلاع حرب ألمانية فرنسية، وبسبب خطاب 19 مارس 1936، فإن حربا ألمانية فرنسية ستضغط بقوة على بريطانيا لتدخل في جانب فرنسا. كان الوضع كذلك لأنه وعلى النقيض من لوكارنو التي أوجبت على بريطانيا التدخل دفاعًا عن فرنسا في حالة الهجوم الألماني فقط، فإن خطاب 19 مارس كان جزءًا من تعمد الضبابية في الكلام لاعتبار أمن فرنسا القومي من أمن بريطانيا، فلم يفرق بين هجوم ألمانيا على فرنسا أو دخول فرنسا الحرب ضد ألمانيا حالة هجوم ألمانيا على أحد حلفائها شرق أوروبا. لذا فإن خطاب 19 مارس لم يقدم ضمانا بريطانيا للدفاع عن فرنسا فحسب، بل عن حلفائها في أوروبا الشرقية كذلك. بهذه الطريقة وجدت الحكومة البريطانية نفسها جزءًا من أزمة أوروبا الوسطى في 1938 لأن التحالف الفرنسي التشيكوسلوفاكي في 1924 يعني أن أي حرب ألمانية تشيكوسلوفاكية ستعني بالضرورة حربا ألمانية فرنسية. لذا وجدت بريطانيا نفسها جزءًا من أزمة أوروبا الوسطى رغم شعور غالب البريطانيين أن الأزمة الألمانية التشيكوسلوفاكية لا تعني بريطانيا في شيء.
دعا ونستون تشرشل في مجلس العموم في 12 مارس إلى تنسيق إنجليزي فرنسي في عصبة الأمم لمساعدة فرنسا ضد إعادة تسليح راينلاند، لكن ذلك لم يحدث. قال تشرشل عن إعادة التسليح في 6 أبريل: «إن تأسيس خط دفاعي على الحدود الفرنسية سيمكن القوات الألمانية من الانسحاب من هذا الخط والالتفاف عبر بلجيكا وهولندا»، متوقعًا بذلك معركة فرنسا.

### بلجيكا

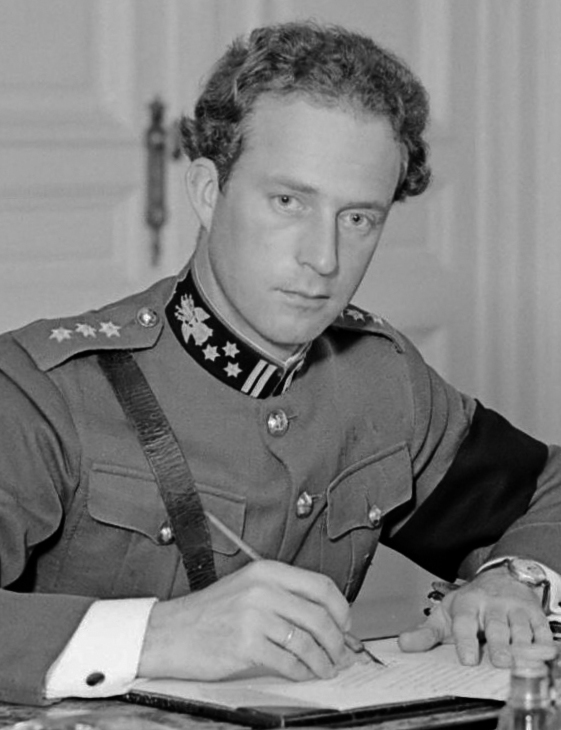
اتبع ليوبولد الثالث ملك بلجيكا سياسة حيادية أثناء الأزمة.

دخلت بلجيكا تحالفا مع فرنسا في 1920، ولكن بعد إعادة تسليح راينلاند أعلنت بلجيكا حيادها مجددًا. أعلن ليوبولد الثالث ملك بلجيكا في 14 أكتوبر 1936 في خطاب:
إن إعادة احتلال راينلاند وإنهاء لوكارنو يعيدنا إلى الموقف قبل الحرب... إن علينا أن نتبع سياسة تهتم ببلجيكا حصرًا، سياسة تجنبنا صراعات جيراننا.
مع معرفة ألمانيا جيدًا أن بريطانيا وفرنسا لن يخترقا حيادية بلجيكا، اطمأنت ألمانيا إلى جانبها الغربي من قوات الحلفاء إذا ما بدأت ألمانيا حربا جديدة خاصة مع انشغال الألمان في بناء خط سيغفريد على حدودهم مع فرنسا. كان قادة ألمانيا على النقيض، تماما مثل الوضع قبل 1914، متشوقين إلى اختراق حيادية بلجيكا. أدت حيادية بلجيكا أيضا إلى عدم وجود أي تنسيق بين الجيش البلجيكي وفرنسا وبريطانيا في 1940 عندما غزت القوات الألمانية أراضيها.

### بولندا
أعلنت بولندا أنها ملتزمة بالتحالف الفرنسي البولندي في 1921، رغم نص المعاهدة على تدخل بولندا حال غزو فرنسا. في الوقت نفسه وبينما كان يوزف بك يطمئن السفير الفرنسي ليون نويل بالتزامه بالتحالف الفرنسي البولندي ووقوف بولندا بجانب فرنسا، كان يطمئن السفير الألماني هانز أدولف فون مولتكه بأن بولندا لن تتدخل لأن ألمانيا لم تغزُ فرنسا. أكد بيك لمولتكه أن بولندا لم يُسمح لها بالتوقيع على لوكارنو بالتالي لن تدخل حربًا من أجل لوكارنو، كما أنه كان أحد الموقعين على معاهدة عدم الاعتداء الألمانية البولندية في 1934 وأنه كان صديقا للرايخ. أخبر بك مولتكه في 9 مارس أن وعده بدخول الحرب بجانب فرنسا كان «فعليا غير حقيقي» لأنه سيتحقق فقط إن غزت ألمانيا فرنسا. كتب واينبيرغ أن لعب بك على الجانبين الألماني والفرنسي «أساء لسمعته الشخصية ووضع بولندا في مخاطر جسيمة». وافقت بولندا على تعبئة قواتها إن فعلت فرنسا ذلك، لكنها امتنعت عن التصويت ضد إعادة تسليح راينلاند في عصبة الأمم.

### الولايات المتحدة
فضلت حكومة الولايات المتحدة المتبعة لعدم التدخلية عدم التدخل في أزمة راينلاند. سافر الرئيس فرانكلين روزفلت في رحلة صيد مطولة في فلوريدا ليتجنب الإجابة على أسئلة الصحفيين بخصوص رد فعل حكومته على الأزمة في أوروبا. أعلن ترومان سميث الملحق الأميركي في برلين عن الشعور العام في الولايات المتحدة بقوله إن هتلر كان يسعى لإنهاء هيمنة فرنسا في أوروبا وليس إلى تدمير فرنسا كقوة. أعلن سميث في تقريره: «لقد ماتت فرساي. وربما تكون هناك مصيبة ألمانية وفرساي جديدة ولكنها لن تكون مثل فرساي المعلقة فوق أوروبا كسحابة سوداء منذ العشرينات».

### الاتحاد السوفيتي

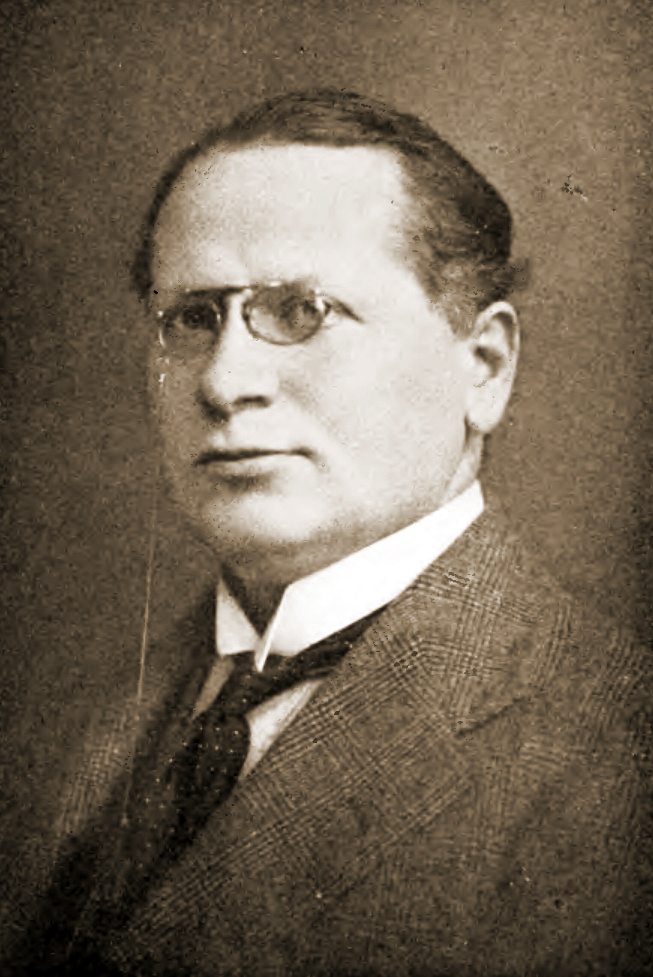
عارض وزير الخارجية السوفيتي مكسيم ليتفينوف إعادة التسليح ودعا لفرض عقوبات على ألمانيا.

أعلن الاتحاد السوفيتي بوضوح رفضه لإعادة التسليح باعتباره تهديدًا للسلام. كذلك أعلن وزير الخارجية السوفيتي مكسيم ليتفينوف في خطاب أمام عصبة الأمم دعمه لجهود السلام وحثه العالم على مواجهة هتلر. في الوقت ذاته كان الدبلوماسيون السوفييت في برلين يخبرون نظراءهم الألمان برغبتهم في علاقات تجارية أفضل، والتي ستفضي إلى علاقات سياسية أفضل. أعلن رئيس الوزراء السوفيتي فياتشيسلاف مولوتوف في مقابلة مع الصحيفة السويسرية لو تان أن الاتحاد السوفيتي يطمح إلى تحسين العلاقات مع ألمانيا. وقع الاتحاد السوفيتي وألمانيا معاهدة تجارية في أبريل 1936 تضمن تحسين العلاقات التجارية بين البلدين. كانت المشكلة الأكبر للسوفييت حال اندلاع حرب مع ألمانيا هي عدم وجود حدود مشتركة، ما يتطلب قبول بولندا ورومانيا عبور الجيش الأحمر عبر أراضيهما. تشاور السوفييت مع بولندا ورومانيا لإعطائهم حقوق عبور للجيش الأحمر حال اندلاع حرب مع ألمانيا، ما يؤكد أن رغبة تحسين العلاقات لم تكن جدية. أعلن البولنديون والرومانيون مخاوف حقيقية من عدم مغادرة الجيش الأحمر أراضيهم حال السماح له بالعبور لمحاربة الألمان، ولم يتمكن السوفييت من تقديم أي ضمانات حيال ذلك.

### عصبة الأمم
لم يصوت أحد لصالح فرض عقوبات على ألمانيا في مجلس عصبة الأمم بلندن سوى مكسيم ليتفينوف ممثل الاتحاد السوفيتي. ورغم أن ألمانيا لم تكن عضوة بعصبة الأمم، فقد سُمح لريبنتروب بإلقاء خطاب لتبرير أفعال ألمانيا بأنها فرضتها على ألمانيا المعاهدة الفرنسية السوفيتية، كما هدد بنتائج اقتصادية مروعة لمن يصوتون لصالح فرض عقوبات على ألمانيا. بحلول عام 1936 كان عدد من الدول الاسكندنافية واللاتينية ودول شرق أوروبا معتمدة اعتمادًا كبيرًا على ألمانيا بعد أن تضرر اقتصادها بشدة نتيجة للكساد الكبير، بالتالي لم تجرؤ أي من هذه الدول على الإساءة لألمانيا. ألقى رئيس الإكوادور فيديريكو بايز خطابًا قال فيه بأن العقوبات على ألمانيا لا معنى لها. في الوقت ذاته قدّر مكتب الخارجية البريطاني أن بريطانيا وفرنسا ورومانيا وبلجيكا وتشيكوسلوفاكيا والاتحاد السوفيتي هي الدول الوحيدة في العالم التي ترغب في فرض عقوبات على ألمانيا، إذ أعلن سفراء السويد والدنمارك والنرويج وبولندا وهولندا واليونان وسويسرا وتركيا وتشيلي وإستونيا والبرتغال وإسبانيا وفنلندا أن فرض عقوبات على ألمانيا هو انتحار اقتصادي لدولهم. كذلك أعلن موسوليني، الغاضب من عقوبات عصبة الأمم ضده، أنه لن يشارك في أي عقوبات على ألمانيا. نجحت بريطانيا في خريف 1935 من إقناع عصبة الأمم بفرض عقوبات محدودة على إيطاليا، لكن فكرة فرض عقوبات على ألمانيا، صاحبة الاقتصاد الأكبر من إيطاليا بأربعة أضعاف، والتي لها علاقات اقتصادية بكل دول العالم بدت فكرة مستحيلة. كذلك كان لا بد من مشاركة الولايات المتحدة حتى يكون للعقوبات معنى، بينما أعلنت الولايات المتحدة قبل ذلك أنها لن تشارك في العقوبات على إيطاليا كونها ليست عضوة في عصبة الأمم، وأعلنت الأرجنتين أنها ستصوت لصالح فرض عقوبات على ألمانيا إن صوتت الولايات المتحدة بالمثل. أعلن مجلس عصبة الأمم أن إعادة التسليح خرق واضح لفرساي ولوكارنو، ودعا هتلر إلى تقديم خطة أمن أوروبية. أجاب هتلر بأنه ليس له أي مطالب في أي أرض أوروبية وطالب بمعاهدة عدم اعتداء لخمسة وعشرين سنة مع فرنسا وبريطانيا، ولكن مع سعي الحكومة البريطانية لذلك لم يصل إليهم أي جواب.

## التبعات

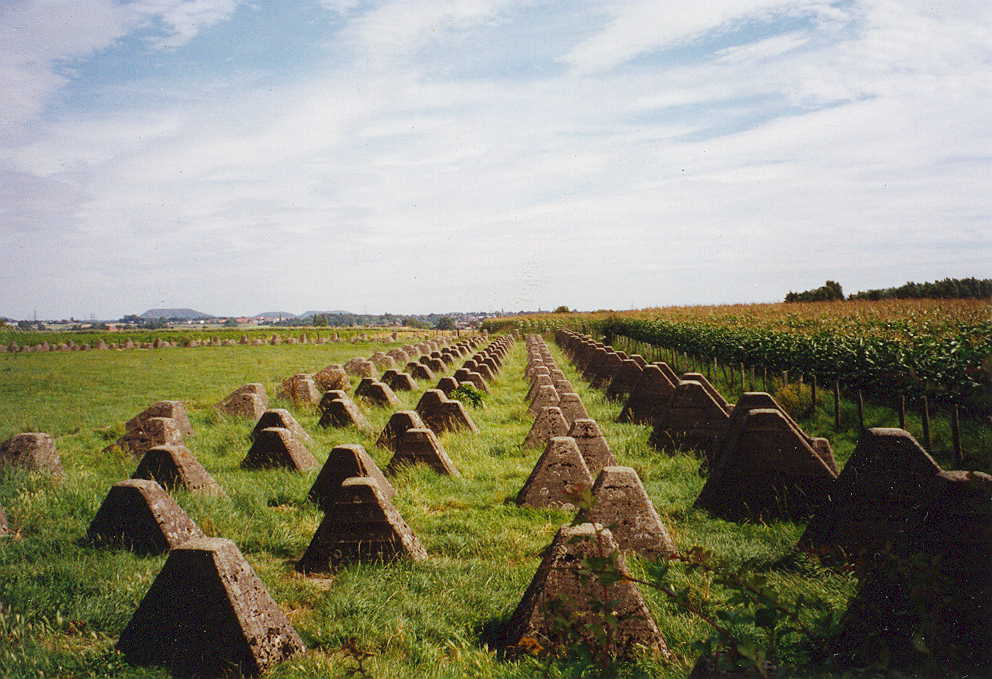
مع انعدام رد فعل فرنسي على إعادة التسليح، ومع انتهاء الألمان من بناء خط سيغفريد، بدا لكل حلفاء فرنسا في شرق أوروبا أن فرنسا لن تتمكن من حمايتهم حال مهاجمة ألمانيا لهم.

لقد قلبت إعادة التسليح ميزان القوة لصالح ألمانيا، كما شككت في مصداقية وقوف فرنسا في وجه التوسع الألماني إذ كانت الاستراتيجية العسكرية الفرنسية دفاعية بالكامل ولم يكن هناك أي نوايا للهجوم على ألمانيا بل للدفاع عن خط ماجينو. بدا ذلك جليًا لكل أوروبا مع عدم إرسال فرنسا أي وحدات إلى راينلاند.
لم يعد بمقدور الحلفاء في أوروبا الشرقية الثقة في فرنسا إذ لم تكن جديرة بالثقة في ردع ألمانيا عبر التهديد بغزوها، وبدون هذا الردع أصبح التحالف عاجزًا عسكريًا. تخلت بلجيكا عن تحالفها العسكري مع فرنسا وآثرت الاعتماد على الحيادية طوال الحرب. كذلك أدى الإهمال الفرنسي بعدم مد خط ماجينو على الحدود البلجيكية إلى غزو ألمانيا لفرنسا في 1940 من هناك تحديدًا.
قاوم موسوليني التوسع الألماني، لكنه أدرك أن التعاون مع فرنسا غير مثمر فمال ناحية ألمانيا. كان كل حلفاء فرنسا محبطين، وحتى البابا بيوس الحادي عشر أعلن إلى السفير الفرنسي قائلا: «إذا كنتم وجهتم بزحف 200 ألف رجل إلى المنطقة التي احتلها الألمان، فإنكم ستكونون قد فعلتم خيرًا للجميع».
بدأت ألمانيا، بعد إعادة تسليح راينلاند، بناء خط سيغفريد وهو ما يعني أنه إن هاجمت ألمانيا أيا من الدول في الحزام الصحي، فإن قدرة فرنسا على الرد ستكون محدودة. لقد كان تأثير إعادة التسليح هائلا على ميزان القوى لدرجة أن الرئيس التشيكوسلوفاكي إدوارد بينش سعى إلى إنهاء التحالف مع فرنسا والتسوية مع ألمانيا. تخلى أخيرًا عن الفكرة بعدما أدرك أن ثمن التسوية هو التخلي عن استقلال تشيكوسلوفاكيا تمامًا.
توصل كارول الثاني ملك رومانيا كذلك أنه على رومانيا أن تتخلى عن تحالفها مع فرنسا وأن يقبل أن بلده ستدخل دائرة النفوذ الألمانية.
عندما زار ويليام كريستيان بولت جونيور، السفير الأميركي إلى فرنسا، ألمانيا في مايو 1936 وقابل البارون فون نويرات هناك، كتب تقريرًا للرئيس فرانكلين روزفلت قال فيه:
لقد قال نويرات أن سياسة الحكومة الألمانية هي ألا تفعل شيئًا خارج حدود ألمانيا حتى نعيد راينلاند. أوضح أيضا أن حكومته ستؤثر تهدئة النازيين في النمسا واتباع سياسة هادئة مع تشيكوسلوفاكيا، حتى تنتهي التحصينات الألمانية على الحدود الفرنسية والبلجيكية. وبمجرد أن تنتهي تحصيناتنا وتدرك دول أوروبا الوسطى أن فرنسا لن تتمكن من غزو الأراضي الألمانية أبدًا، ستبدأ هذه الدول في التفكير في سياساتها الخارجية تفكيرًا مغايرًا وسيظهر ترتيب جديد.
اجتمع قادة جيوش الوفاق الصغير من 15 إلى 20 يونيو 1936 لمناقشة الوضع العالمي المتغير، واستقروا على الاستمرار في خطط الحرب مع المجر، وأنه مع إعادة تسليح راينلاند فإن الأمل في رد فعل فرنسي حال هجوم ألمانيا عليهم أصبح ضئيلا. استقر الاجتماع كذلك على أنه لا يوجد قوى عظمى في أوروبا غير ألمانيا والاتحاد السوفيتي، وأن خير ما يمكنهم فعله هو تجنب حرب جديدة، والتي ستعني خسارة استقلال دولهم الصغيرة، بغض النظر عن المنتصر في الحرب.
كتب واينبيرغ أن الرأي العام الألماني والقادة الألمان هو أن أي حرب جديدة ستكون في مصلحة ألمانيا وأن إعادة تسليح راينلاند خطوة جيدة لفتح الباب لحرب جديدة. اعتبر واينبيرغ أن هذه الرأي فيه قصر نظر وفيه دمار ذاتي وغباء، حتى من وجه النظر الألمانية ضيقة الأفق. أشار واينبيرغ أن ألمانيا خسرت استقلالها في 1945 وأراض كثيرة تحت خط أودر-نايسه أكثر بكثير من الأراضي التي خسرتها من فرساي. أشار كذلك إلى أنه مع خسارة الملايين وتدمير عديد من المدن، فإن خير ما كان للألمان فعله هو قبول فرساي بدلا من بدء حرب جديدة انتهت بدمار كامل لألمانيا وتقسيمها واحتلالها.

## هوامش
1. ↑  كانت معاهدة الدفاع المشترك الفرنسي السوفييتي معاهدة ثنائية بين فرنسا والاتحاد السوفييتي في 1935 بهدف تطويق ألمانيا النازية. كانت فرنسا متشككة من جدوى توقيعها حتى إعلان إعادة التسليح الألماني في مارس 1935، فدفعت الحكومة الفرنسية وزير خارجيتها بيير لافال لإنهاء الترتيبات مع موسكو.
2. ↑  تمثل نظام الحزام الصحي (بالفرنسية: cordon sanitaire)‏ بسلسلةٍ من التحالفات الفرنسية في الفترة بين الحربين العالميتين، والذي امتد من فنلندا إلى البلقان، ليعزل ألمانيا وروسيا عن غرب أوروبا
3. ↑  كان مؤتمر هيغ الخاص بتعويضات الحرب الألمانية مؤتمرًا عالميًا في 1929-1930 خلص إلى اعتماد خطة يونغ -بدلًا من خطة دوز- ونصت على دفع ألمانيا تعويضاتٍ بقيمة 112 مليار رايخ مارك بمتوسط 2 مليار سنويًا، مع وعد فرنسا بالانسحاب من الراينلاند في 1930 قبل خمس سنواتٍ مما نصت عليه فرساي.
4. ↑  ردد آرثر هاريس الجملة ذاتها في 1945، وهي إشارة لتعليق بسمارك عن البلقان.
5. ↑  كانت هايمفير (بالألمانية: Heimwehr "درع الوطن") جماعة يمينية شبه عسكرية في الجمهورية النمساوية الأولى من 1920 إلى 1936 والتي عارضت البرلمانية الديمقراطية والشيوعية واليسارية، وحتى حظر مستشار النمسا الاتحادية كورت شوشنيغ لكل الجماعات في النمسا.
6. ↑  كانت قاعدة السنوات العشر توجهًا للحكومة البريطانية اقترحه ونستون تشرشل في 1919 بأنه على الجيش البريطاني أن يرسم خططه على افتراض مفاده أن الإمبراطورية البريطانية لن تدخل حروبًا في السنوات العشر التالية.
7. ↑  كان ذعر الحرب الهولندي وثيقة سربها فلهلم كانارس (الضابط في الاستخبارات العسكرية الألمانية) في يناير 1939 بأن ألمانيا تنوي احتلال هولندا في الشهر التالي لاستخدامها قاعدة لقصف الأراضي البريطانية. كانت الوثيقة باطلة تمامًا لكن كانارس هدف إلى رد فعل بريطاني وهو ما حدث.

### فهرس الوب
1. ↑  "Rheinlandbesetzung". Wiesbaden (بالألمانية). Archived from the original on 2023-10-30. Retrieved 2023-10-30.

### فهرس المنشورات
بالفرنسية
1. ↑  Tournoux (1964), p. 159.

بالإنكليزية
1. 1 2  Ripsman (2007), p. 32-76.
2. ↑  Evans (2012), p. 637.
3. ↑  Gott (2000), p. 41.
4. ↑  [a] Kallis (2008), p. 112-113.
[b] Emmerson (1977), p. 22-23.
[c] Shore (1999), p. 112-113.
[d] Duroselle (2004), p. 41.
5. ↑  Emmerson (1977), p. 41.
6. ↑  Weinberg (1970), p. 230.
7. ↑  Hague (1929), p. 4.
8. ↑  Emmerson (1977), p. 25.
9. ↑  Young (1996), p. 19-21.
10. ↑  Young (1996), p. 21.
11. ↑  Kallis (2008), p. 129-141.
12. ↑  Rolf (1997), p. 14.
13. ↑  Young (1996), p. 17-18.
14. ↑  Duroselle (2004), p. 172–182.
15. ↑  Kallis (2008), p. 78-79.
16. ↑  Klaus (1987), p. 84.
17. ↑  Emmerson (1977), p. 28.
18. ↑  Kallis (2008), p. 79.
19. ↑  Mommsen (1983), p. 197-198.
20. ↑  Mommsen (1983), p. 198.
21. ↑  Andrew (1980), p. 35.
22. ↑  Emmerson (1977), p. 24.
23. 1 2  Schuker (1986), p. 21.
24. ↑  Bennett (2015), p. 109.
25. ↑  Kallis (2008), p. 81.
26. ↑  Emmerson (1977), p. 28-29.
27. ↑  Kallis (2008), p. 83.
28. ↑  Mommsen (1983), p. 199-198.
29. ↑  Mommsen (1983), p. 120.
30. ↑  Keith (2010), p. 199.
31. 1 2  Mommsen (1983), p. 200-201.
32. 1 2  Taylor (1961), p. 179.
33. ↑  Heinemann (1984), p. 112.
34. ↑  Weinberg (1970), p. 188.
35. ↑  Weinberg (1970), p. 171.
36. ↑  Weinberg (1970), p. 177.
37. ↑  Neville (2005), p. 138.
38. ↑  Emmerson (1977), p. 37.
39. ↑  Crozier (1988), p. 33.
40. ↑  Emmerson (1977), p. 62-63.
41. 1 2  Crozier (1988), p. 32.
42. ↑  Weinberg (1970), p. 247.
43. ↑  Heinemann (1984), p. 113.
44. ↑  Weinberg (1970), p. 241.
45. ↑  Shore (1999), p. 5-6.
46. ↑  Shore (1999), p. 13-14.
47. ↑  Shore (1999), p. 12-13.
48. ↑  Shore (1999), p. 14-15.
49. 1 2  Shore (1999), p. 14-16.
50. ↑  Taylor (1961), p. 180.
51. ↑  Crozier (1988), p. 31.
52. ↑  Parker (1956), p. 355-373.
53. ↑  Shirer (2011), p. 291.
54. ↑  Kallis (2008), p. 113.
55. ↑  Matthews (2018), p. 116.
56. ↑  Heinemann (1984), p. 115.
57. ↑  Shirer (2011), p. 293-295.
58. ↑  Knickerbocker (1941), p. 148.
59. ↑  May (2001), p. 37.
60. ↑  Emmerson (1977), p. 36.
61. ↑  Bartov (1992), p. 137–139.
62. ↑  Bartov (1992), p. 144–146.
63. ↑  Goda (2000), p. 96–137.
64. ↑  Kershaw (2000), p. 586.
65. 1 2 3  Kershaw (2000), p. 587.
66. ↑  Shirer (1941), p. 45.
67. ↑  Shirer (1941), p. 45-46.
68. ↑  Kershaw (2000), p. 588.
69. ↑  Kershaw (2000), p. 590.
70. ↑  Kershaw (2000), p. 590-591.
71. ↑  Kershaw (2000), p. 591.
72. ↑  Shirer (2011), p. 293.
73. ↑  Young (1996), p. 146.
74. ↑  Schuker (1986), p. 235.
75. ↑  Schuker (1986), p. 237-238.
76. ↑  Emmerson (1977), p. 108-109.
77. ↑  Emmerson (1977), p. 119.
78. ↑  Emmerson (1977), p. 116.
79. ↑  Young (1996), p. 121.
80. ↑  Emmerson (1977), p. 104.
81. ↑  Schuker (1986), p. 239.
82. ↑  Young (1996), p. 123.
83. ↑  Young (1996), p. 124.
84. ↑  Taylor (1961), p. 131.
85. ↑  Nicolson (2004), p. 139.
86. ↑  Emmerson (1977), p. 144.
87. ↑  Weinberg (1970), p. 259.
88. ↑  Taylor (1961), p. 132.
89. 1 2  Weinberg (1970), p. 254.
90. ↑  Emmerson (1977), p. 139.
91. ↑  Weinberg (1970), p. 258.
92. ↑  Medlicott (1969), p. 24.
93. ↑  Roi (1997), p. 128-129.
94. ↑  Roi (1997), p. 128-130.
95. ↑  Roi (1997), p. 130.
96. ↑  Parker (1956), p. 124.
97. ↑  Emmerson (1977), p. 217.
98. ↑  Emmerson (1977), p. 215-216.
99. ↑  Overy (1989), p. 86.
100. ↑  Gilbert (1992), p. 552.
101. ↑  Hyde (1937), p. 82.
102. ↑  Weinberg (1970), p. 283-284.
103. ↑  Weinberg (1970), p. 255.
104. ↑  Emmerson (1977), p. 159.
105. ↑  Emmerson (1977), p. 158.
106. ↑  Weinberg (1970), p. 256.
107. ↑  Offner (1986), p. 415.
108. ↑  Hochman (1984), p. 104.
109. ↑  Hochman (1984), p. 122.
110. ↑  Hochman (1984), p. 76.
111. ↑  Hochman (1984), p. 57.
112. ↑  Emmerson (1977), p. 170-171.
113. ↑  Emmerson (1977), p. 172.
114. ↑  Kallis (2008), p. 144.
115. ↑  Emmerson (1977), p. 166.
116. ↑  Emmerson (1977), p. 167.
117. ↑  Taylor (1961), p. 133.
118. ↑  Weinberg (1970), p. 262.
119. ↑  Record (2007), p. 27-29.
120. ↑  Weinberg (1970), p. 261.
121. ↑  Shirer (2011), p. 295.
122. ↑  Weinberg (1970), p. 261-262.

### معلومات المراجع
الدوريات المُحكَّمة (مرتبة حسب تاريخ النشر)
- "The Hague Conference, 1929". Bulletin of international news (بالإنجليزية). 6 (4): 3–17. 1929. ISSN:2044-3986. JSTOR:25638678. OCLC:9971849919. QID:Q124473633.
- Charles Cheney Hyde (1937). "Belgium and Neutrality". American Journal of International Law (بالإنجليزية). 31 (1): 81–85. DOI:10.2307/2190717. ISSN:0002-9300. OCLC:8271282337. QID:Q124617040.
- R. A. C. Parker (1956). "The First Capitulation: France and the Rhineland Crisis of 1936". World Politics (بالإنجليزية). 8 (3): 355–373. DOI:10.2307/2008855. ISSN:0043-8871. OCLC:8272583441. QID:Q124536499.
- Stephen A. Schuker (1986). "France and the Remilitarization of the Rhineland". French Historical Studies (بالإنجليزية). 14 (3): 299–338. DOI:10.2307/286380. ISSN:0016-1071. JSTOR:286380. OCLC:5548701712. QID:Q124513024.
- Zack Shore (1999). "Hitler, Intelligence and the Decision to Remilitarize the Rhine". Journal of Contemporary History (بالإنجليزية). 34 (1): 5–18. ISSN:0022-0094. JSTOR:261191. OCLC:9971018950. QID:Q124473614.
- Norman J.W. Goda (2000). "Black Marks: Hitler's Bribery of his Senior Officers During World War II". The Journal of Modern History (بالإنجليزية). 72 (2): 413–452. DOI:10.1086/315994. ISSN:0022-2801. OCLC:197440689. QID:Q55933934.
- Norrin M. Ripsman; Jack S. Levy (2007). "The Preventive War that Never Happened: Britain, France, and the Rise of Germany in the 1930s". Security Studies (بالإنجليزية). 16 (1): 32–67. DOI:10.1080/09636410701304549. ISSN:0963-6412. OCLC:4893649217. QID:Q124396298.

الكتب (مرتبة حسب تاريخ النشر)
- William L. Shirer (1941). Berlin Diary: The Journal of a Foreign Correspondent, 1934-1941 (بالإنجليزية). Alfred A. Knopf. ISBN:978-1-44173-413-6. OL:32539095M. QID:Q125794557.
- Hubert Renfro Knickerbocker (1941), Is Tomorrow Hitler's?: 200 Questions On the Battle of Mankind (بالإنجليزية), New York City: Reynal & Hitchcock, OCLC:1246282, QID:Q124541220
- A. J. P. Taylor (1961), The Origins of the Second World War (بالإنجليزية), London: Hamish Hamilton, OCLC:1179032, QID:Q125751197
- Jean-Raymond Tournoux (1964), Petain et de Gaulle (بالفرنسية), Paris: Plon, ASIN:B0000DM2WZ, OCLC:1418401065, QID:Q124541377
- W. N. Medlicott (1969). Britain and Germany: The Search for Agreement, 1930-37. Creighton memorial lecture on history (بالإنجليزية). London: Athlone Press. ISBN:978-0-48514-118-4. OCLC:52415. OL:5381999M. QID:Q124616685.
- Gerhard Weinberg (1970). The Foreign Policy of Hitler's Germany: Diplomatic Revolution in Europe, 1933–36 (بالإنجليزية). Chicago: University of Chicago Press. ISBN:978-0-226-88509-4. OCLC:256470444. OL:5701029M. QID:Q124473631.
- James Thomas Emmerson (1977). The Rhineland crisis, 7 March 1936: A study in multilateral diplomacy (بالإنجليزية). London: LSE Press. ISBN:978-0-85117-096-1. OCLC:4035067. OL:4277418M. QID:Q124473583.
- Andrew Rothstein (1980). The Soldiers' Strikes of 1919 (بالإنجليزية). London: Macmillan Publishing Company. ISBN:978-0-333-27693-8. OCLC:6973636. OL:10495338M. QID:Q124473652.
- Wolfgang Mommsen; Lothar Kettenacker, eds. (1983). The Fascist challenge and the policy of appeasement (بالإنجليزية). London: George Allen & Unwin Limited. ISBN:978-0-04-940068-9. OCLC:9324686. OL:21261332M. QID:Q124473645.
- John L. Heineman (1984). Hitler's First Foreign Minister: Constantin Freiherr von Neurath, diplomat and statesman (بالإنجليزية). Berkeley: University of California Press. ISBN:978-0-520-03442-6. OCLC:6002919. OL:22078539M. QID:Q124515886.
- Jiri Hochman (1984). The Soviet Union and the Failure of Collective Security 1934–1938 (بالإنجليزية). Ithaca: Cornell University Press. ISBN:978-0-80141-655-2. OCLC:10850389. OL:2867931M. QID:Q124617058.
- Arnold A. Offner (1986). Origins of the Second World War American Foreign Policy and World Politics 1917-1941 (بالإنجليزية). Malabar: Greenwood Publishing Group. ISBN:978-0-89874-924-3. OCLC:12944470. OL:2542261M. QID:Q124617053.
- Klaus-Jürgen Müller (1987). The Army, Politics and Society in Germany, 1933–1945: studies in the army's relation to Nazism (بالإنجليزية). New York City: Manchester University Press. ISBN:978-0-31200-918-2. OCLC:16079493. OL:10384249M. QID:Q124473640.
- Andrew Crozier (1988). Appeasement and Germany's Last Bid for Colonies (بالإنجليزية). New York City: St. Martin's Press. ISBN:978-0-31201-546-6. OCLC:16681229. OL:2393488M. QID:Q124536452.
- Andrew Wheatcroft; Richard Overy (1989). The Road To War (بالإنجليزية). London: Macmillan Publishers. ISBN:978-0-14028-530-7. OCLC:59099510. OL:6806473M. QID:Q124616693.
- Omer Bartov (1992). Hitler's army: Soldiers, Nazis and War in the Third Reich (بالإنجليزية). New York City: Blackwell Publishing. ISBN:978-0-19507-903-6. OCLC:27579437. OL:23803558M. QID:Q124541442.
- Martin Gilbert (1992). Churchill: A Life (بالإنجليزية) (1st ed.). New York City: Henry Holt and Company. ISBN:978-0-80502-396-1. OCLC:24011440. OL:7931758M. QID:Q124616696.
- Robert J. Young (1996). France and the Origins of the Second World War (بالإنجليزية). New York City: St. Martin's Press. ISBN:978-0-312-16186-6. OCLC:34283484. OL:973502M. QID:Q124512551.
- Rolf-Dieter Müller; Gerd R. Ueberschär (1997). Hitler's War in the East, 1941–1945 (بالإنجليزية). Providence: Berghahn Books. ISBN:978-1-57181-068-7. OCLC:35646560. OL:21812783M. QID:Q124473638.
- Michael L. Roi (1997). Alternative to Appeasement: Sir Robert Vansittart and Alliance Diplomacy, 1934–1937 (بالإنجليزية). Westport: Greenwood Publishing Group. ISBN:978-0-27595-909-8. OCLC:615636506. OL:660487M. QID:Q124617089.
- Martin Gilbert; Richard Gott (2000). The Appeasers (بالإنجليزية). London: Phoenix Publishing House. ISBN:978-1-84212-050-7. OCLC:44059027. OL:6894580M. QID:Q124396306.
- Ian Kershaw (2000). The Nazi Dictatorship: Problems and Perspectives of Interpretation (بالإنجليزية) (4th ed.). London: Bloomsbury Publishing. ISBN:978-0-34076-028-4. OCLC:851993161. OL:3962209M. QID:Q124542287.
- Ernest R. May (2001). Strange Victory: Hitler's Conquest of France (بالإنجليزية) (1st ed.). New York City: Hill & Wang. ISBN:978-0-80908-854-6. OCLC:48061776. OL:7974550M. QID:Q124541434.
- Jean-Baptiste Duroselle (2004). France and the Nazi Threat: The Collapse of French Diplomacy 1932-1939 (بالإنجليزية). New York City: Enigma Books. ISBN:978-1-92963-115-5. OCLC:224910927. OL:18222877M. QID:Q124473627.
- Harold Nicolson (2004). Nigel Nicolson (ed.). The Harold Nicolson Diaries: 1919–1964 (بالإنجليزية). London: Weidenfeld & Nicolson. ISBN:978-0-75381-997-5. OCLC:58853885. OL:20022962M. QID:Q124616627.
- Peter Neville (2005). Hitler and Appeasement: The British Attempt to Prevent the Second World War (بالإنجليزية). London: Continuum International Publishing Group. ISBN:978-1-85285-369-3. OCLC:57575013. OL:18716265M. QID:Q124515939.
- Jeffrey Record (2007). The Specter of Munich: Reconsidering the Lessons of Appeasing Hitler (بالإنجليزية) (1st ed.). Washington, D.C.: Potomac Books. ISBN:978-1-59797-039-6. OCLC:65187295. OL:18278487M. QID:Q124617068.
- Aristotle A. Kallis (2008). Nazi Propaganda and the Second World War (بالإنجليزية). Basingstoke: Palgrave Macmillan. ISBN:978-0-23054-681-3. OCLC:123374370. OL:10194591M. QID:Q124473545.
- Keith Neilson; Greg Kennedy, eds. (2010). The British Way in Warfare: Power and the International System, 1856–1956 : Essays in Honour of David French (بالإنجليزية). Farnham: Ashgate Publishing. ISBN:978-0-75466-593-9. OCLC:647926262. OL:24408282M. QID:Q124515862.
- William L. Shirer (2011). The Rise and Fall of the Third Reich: a history of Nazi Germany (بالإنجليزية). New York City: Simon & Schuster. ISBN:978-1-45165-168-3. OCLC:756654223. OL:26444916M. QID:Q124536560.
- Richard J. Evans (2012). The Third Reich in Power, 1933 – 1939: How the Nazis Won Over the Hearts and Minds of a Nation (بالإنجليزية). London: Penguin Books. ISBN:978-0-14100-976-6. OCLC:1004978305. OL:28433980M. QID:Q124396303.
- Edward W. Bennett (2015). German Rearmament and the West, 1932–1933. Princeton Legacy Library (1703) (بالإنجليزية). Princeton: Princeton University Press. DOI:10.1515/9781400871995. ISBN:978-0-691-63928-4. JSTOR:10.2307/j.ctt13x1c3w. OCLC:979759842. OL:28603207M. QID:Q124513131.
- Rupert Matthews (2018). Hitler: Military Commander (بالإنجليزية) (1st ed.). New York City: Skyhorse Publishing. ISBN:978-1-51073-394-7. OCLC:1033550226. OL:27350641M. QID:Q124536614.